# Danemarca
Danemarca (în daneză Danmarkⓘ, /ˈd̥ɛnmɑɡ̊/), oficial Regatul Danemarcei (în daneză Kongeriget Danmarkⓘ, /ˈkɔŋəʁiːəð ˈd̥ɛnmɑɡ̊/), este un stat suveran din Europa de Nord, având și două teritorii autonome constituente de peste mări, care fac parte integrantă din regat: Insulele Feroe în Atlanticul de Nord și Groenlanda în America de Nord. Danemarca propriu-zisă este cea mai sudică dintre țările nordice, aflată la sud-vest de Suedia și la sud de Norvegia, învecinându-se la sud cu Germania, și având frontieră maritimă cu Regatul Unit. Țara constă dintr-o peninsulă mare, Iutlanda, și mai multe insule, dintre care cele mai mari sunt Zealand, Funen, Lolland, Falster⁠(d) și Bornholm, precum și sute de insulițe denumite în general „Arhipelagul Danez”.
Regatul Danemarcei este o monarhie constituțională organizată sub forma unei democrații parlamentare, cu sediul guvernului în capitala Copenhaga. Regatul este stat unitar, puterile de a-și gestiona propriile afaceri interne fiind delegate de guvernul central Groenlandei și Insulelor Feroe; această structură politică este denumită rigsfælleskabet. Danemarca propriu-zisă este zona hegemonială, unde rezidă puterea judecătorească, executivă și legislativă. Insulele Feroe sunt definite ca o comunitate de locuitori ai regatului, în vreme ce groenlandezii sunt considerați popor separat cu drept de autodeterminare.
Istoria Danemarcei a fost influențată în mod deosebit de poziția sa geografică între mările Nordului și Baltică. De aceea, ea s-a aflat între Suedia și Germania, fiind în centrul luptei pentru controlul asupra Mării Baltice; înainte de construirea canalului Kiel, trecerea din Atlantic în Marea Baltică se putea face doar prin cele trei Strâmtori Daneze. Danemarca a fost multă vreme în conflict cu Suedia pentru controlul asupra Scaniei (Războiul Scanian) și Norvegiei, și în alte conflicte cu Liga Hanseatică pentru ducatele Schleswig (fief⁠(d) danez) și Holstein⁠(d) (fief german). În cele din urmă, Danemarca a pierdut toate aceste dispute și a sfârșit prin a ceda Scania Suediei și ulterior Schleswig-Holstein Imperiului German. Danemarca a obținut Groenlanda și Insulele Feroe în 1814 după dizolvarea uniunii sale personale cu Norvegia, deși monarhia daneză, care domnise atât în Norvegia cât și în Danemarca, deținea aceste colonii încă din secolul al XIV-lea. Insulele Feroe și Groenlanda au devenit părți integrante ale rigsfælleskabetului în secolul al XX-lea și au primit autonomie în 1948, respectiv 1979.
Danemarca a aderat la Uniunea Europeană în 1973, dar rămâne în afara zonei Euro, în vreme ce Groenlanda și Insulele Feroe și-au exercitat dreptul de a rămâne în întregime în afara UE. Membru fondator al ONU, NATO și al OECD, Danemarca este și membră a OSCE. Cu o economie mixtă de piață și cu un stat asistențial mare, Danemarca are cel mai înalt nivel de egalitate a veniturilor. S-a clasat frecvent pe primul loc ca cea mai fericită și mai puțin coruptă țară din lume. În 2015, Danemarca a fost clasată pe locul patru după Indicele Dezvoltării Umane, pe locul cinci după Indicele Democrației și pe locul întâi după Indicele de Percepție a Corupției. Limba națională, daneza, este strâns înrudită cu suedeza și norvegiana, cu care împărtășește strânse legături istorice și culturale. Danemarca, împreună cu Suedia și Norvegia, face parte din regiunea culturală denumită „Scandinavia” și este membră în Consiliul Nordic.

## Etimologie
Etimologia numelui Danemarca, și în special relația între danezi și Danemarca și unificarea Danemarcei într-un singur regat, constituie un subiect ce atrage aprigi dezbateri. Acestea se centrează în special asupra prefixului „Dan” și asupra întrebării dacă el se referă la dani sau la regele Dan, precum și asupra înțelesului terminației -„mark”. Problema este și mai complicată de mai multe referințe la diverse popoare denumite „dani” în Scandinavia sau în alte locuri din Europa în relatări grecești și romane (cum ar fi Ptolemeu, Jordanes și Gregor de Tours), ca și în literatura medievală (cum ar fi Adam din Brema, Beowulf, Ƿidsið⁠(d) și Edda Poetică).
Majoritatea cărților derivă prima parte a cuvântului, și numele poporului, de la un cuvânt ce înseamnă „pământ șes”, în legătură cu germanul Tenne „podea de treierat”, englezul den „peșteră, vizuină”, sanscritul dhánuṣ- (धनुस्; „pustiu”). Terminația -mark este considerată a însemna „țară împădurită” sau „țară de graniță”, cu referire probabil la pădurile de graniță din sudul Schleswigului.
Prima atestare a cuvântului Danemarca în Danemarca însăși se găsește pe cele două pietre de la Jelling, pietre runice considerate a fi fost ridicate de Gorm cel Bătrân (c. 955) și de Harald Dinte-Albastru (c. 965). Cea mai mare dintre cele două pietre este denumită în popor „certificatul de botez” al Danemarcei (dåbsattest), deși ambele utilizează cuvântul „Danemarca”, sub formă acuzativă ᛏᛅᚾᛘᛅᚢᚱᚴ „tanmaurk” ([danmɒrk]) pe cea mai mare, și genitivă ᛏᛅᚾᛘᛅᚱᚴᛅᚱ „tanmarkar” (pronunțat [danmarkaɽ]) pe cea mai mică. Locuitorii Danemarcei sunt numiți acolo „tani” ([danɪ]), sau „dani” la acuzativ.
Danemarca și sudul Suediei s-au numit după secolul al XII-lea „Dacia“, dar asta este doar o coincidență de nume, nu are nici o legătură cu „Dacia“ antică din România actuală. Până ȋn secolul al XII-lea acele regiuni s-au numit „Dania“, denumire modificată apoi temporar ȋn „Dacia“.

## Istoria

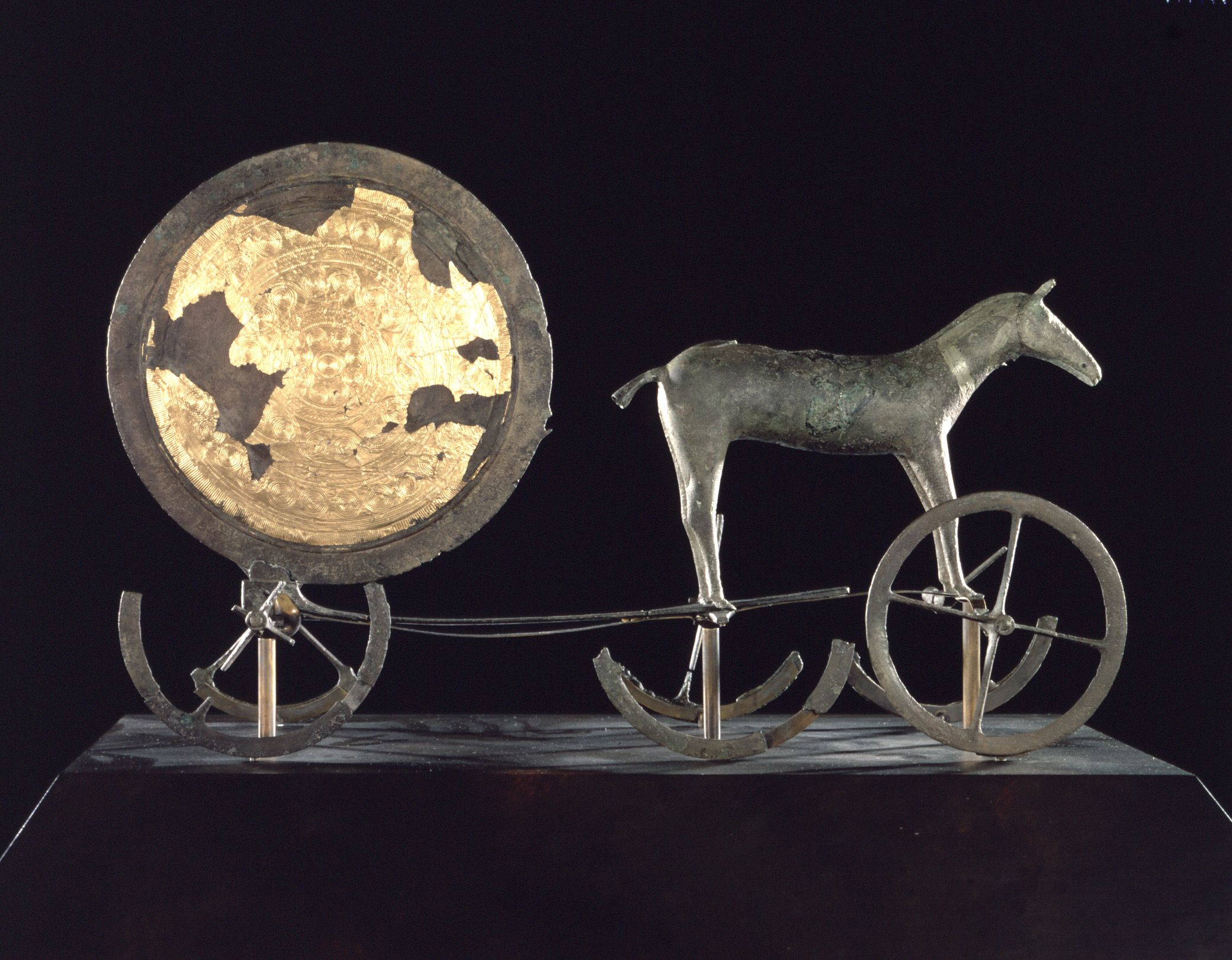
Partea aurită a Carului Soarelui de la Trundholm

### Preistoria
Cele mai vechi descoperiri arheologice din Danemarca datează din perioada interglaciară Eem din anii 130.000–110.000 î.e.n. Danemarca a fost locuită de prin 12.500 î.e.n. și există dovezi că se practica agricultura pe la 3900 î.e.n. Epoca de bronz a Nordului (1700–500 î.e.n.) în Danemarca a fost marcată de prezența unor movile funerare, care au lăsat o abundență de artefacte, între care lur⁠(d)uri și Carul Soarelui.
În epoca preromană a fierului (500 î.e.n. – 1 e.n.), grupurile de băștinași au început să migreze spre sud, deși primii dani au sosit în țară între epoca preromană a fierului și cea germanică, în epoca romană a fierului (1–400 e.n.). Provinciile romane au întreținut rute comerciale și relații cu triburile băștinașe din Danemarca, lucru evidențiat de monedele romane găsite în Danemarca. Dovezi ale unei puternice influențe culturale celtice datează din această perioadă atât în țară cât și în restul Europei nord-vestice, fapt reflectat de vasul Gundestrup.
Istoricii cred că înainte de sosirea strămoșilor danezilor, care au sosit dinspre insulele daneze din est (Zealand) și din Scania și vorbeau o formă timpurie de limbă germanică nordică, mare parte din Iutlanda și cele mai apropiate insule erau locuite de iuți. Ei au fost ulterior chemați în Marea Britanie ca mercenari pentru regele breton Vortigern⁠(d) și au primit teritoriile sud-estice în zona unde astăzi se află Kent și Insula Wight, printre altele, unde s-au stabilit. Ei au fost asimilați sau înlăturați de angli și saxoni.
O scurtă notă despre Dani în „De origine actibusque Getarum” a istoricului Jordanes este considerată a fi o primă menționare a danilor, unul din grupurile etnice din care provin danezii actuali. Structurile defensive de la Danevirke⁠(d) au fost construite în etape începând cu secolul al III-lea, dimensiunile eforturilor de construcție în anul 737 fiind puse pe seama apariției unui rege danez. Noul alfabet runic a fost utilizat pentru prima oară pe la acea vreme, iar Ribe, cel mai vechi oraș al Danemarcei, a fost fondat pe la anul 700.

### Evul Mediu

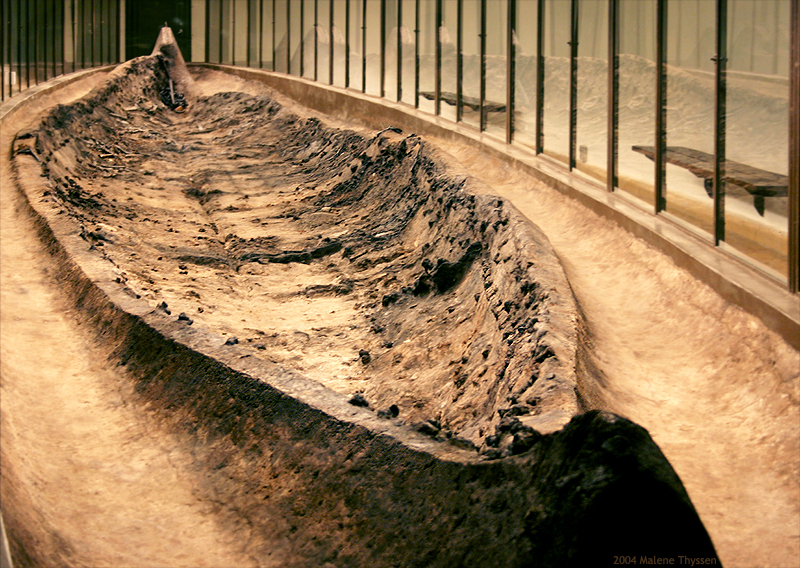
Corabia Ladby, cea mai mare corabie funerară găsită în Danemarca

Între secolele al VIII-lea–al X-lea, danezii au fost una dintre ramurile vikingilor. Împreună cu norvegienii și suedezii, ei au colonizat, au prădat și au făcut comerț în toate părțile Europei. Exploratorii vikingi au descoperit Islanda din întâmplare în secolul al IX-lea, în drum spre Insulele Feroe și au ajuns în „Vinland” (Țara Vinului), astăzi cunoscută sub numele de Newfoundland, Canada.

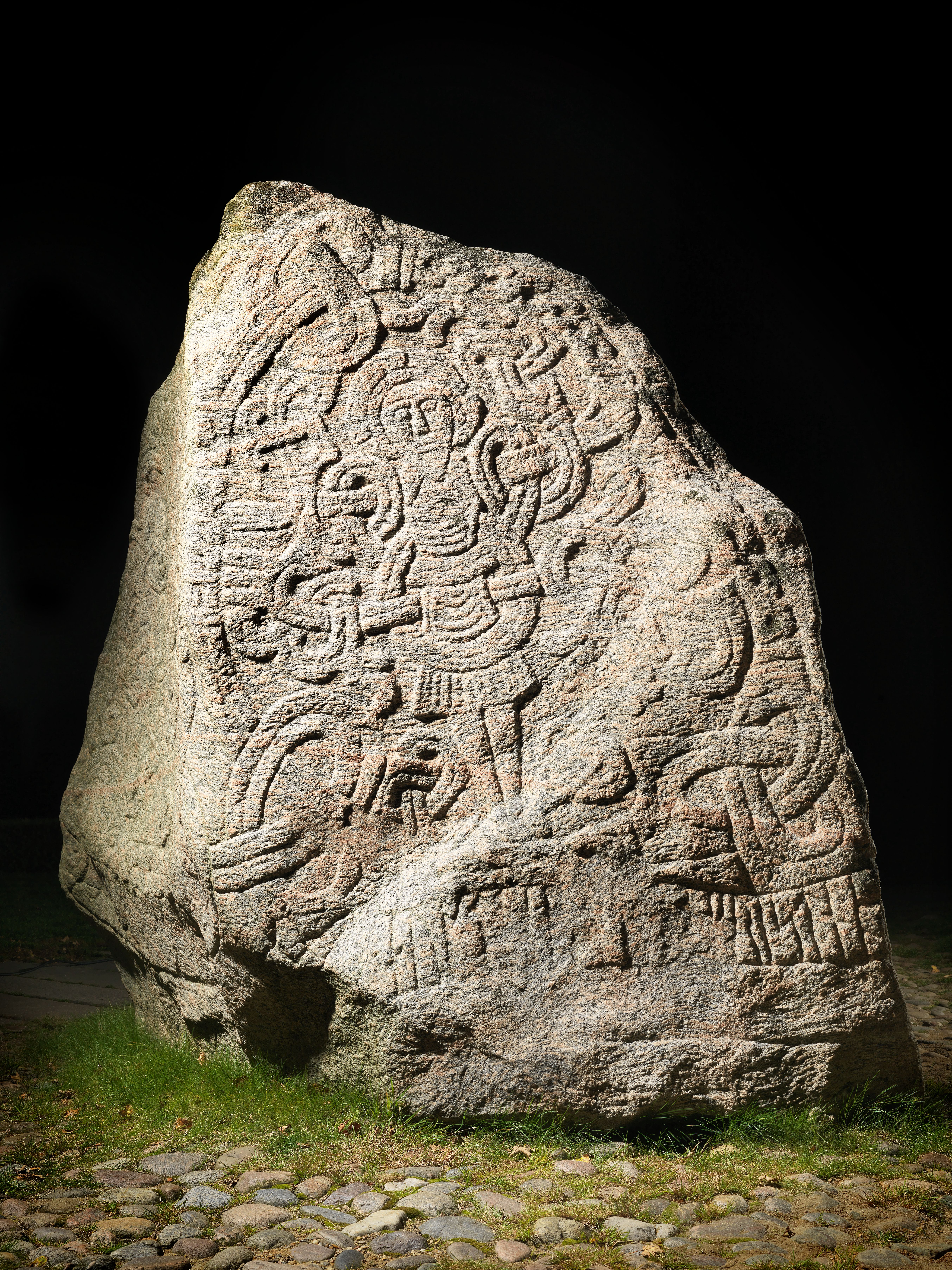
Cea mai mare dintre pietrele de la Jelling, ridicată de Harald Dinte-Albastru.

Vikingii danezi au fost activi mai mult în Insulele Britanice și în Europa de Vest. Au cucerit temporar și au colonizat părți din Anglia (denumite Danelaw), Irlanda și Franța, unde au fondat Normandia. S-au găsit mai multe monede anglo-saxone din acea perioadă în Danemarca decât în Anglia. Așa cum atestă pietrele de la Jelling, danezii au fost uniți și creștinați pe la 965 de Harald Dinte-Albastru. Se crede că Danemarca s-a creștinat din motive politice pentru a nu fi invadată de puterea creștină reprezentată în Europa de Sfântul Imperiu Roman, Germania actuală fiind o parte a imperiului în care danezii practicau intensiv comerțul. În acest caz, Harald a construit șase cetăți în jurul Danemarcei, denumite Trelleborg și o altă Danevirke⁠(d). La începutul secolului al IX-lea, Canute cel Mare a cucerit și a unificat Danemarca, Anglia și Norvegia timp de aproape 30 de ani.
În Evul Mediu Dezvoltat și Târziu, Danemarca a cuprins și Skåneland⁠(d) (Scania, Halland și Blekinge) iar regii danezi domneau peste Estonia, precum și peste ducatele Schleswig și Holstein⁠(d).
În 1397, Danemarca a intrat într-o uniune personală cu Norvegia și cu Suedia, unite sub domnia reginei Margaret I. Cele trei țări urmau să fie părți egale ale uniunii. Încă de la început, însă, Margaret se pare că nu a fost atât de idealistă—tratând Danemarca drept partea privilegiată a uniunii. De aceea, următorii 125 de ani de istorie scandinavă se centrează pe această uniune, de mai multe ori Suedia despărțindu-se și fiind recucerită. Problema a fost rezolvată practic la 17 iunie 1523, când regele suedez Gustav Vasa a cucerit orașul Stockholm.
Reforma Protestantă a ajuns în Scandinavia în anii 1530, și după războiul civil denumit Războiul Contelui, Danemarca a trecut la lutheranism în 1536. Ulterior, în același an, Danemarca s-a unit cu Norvegia.

### Istoria modernă timpurie

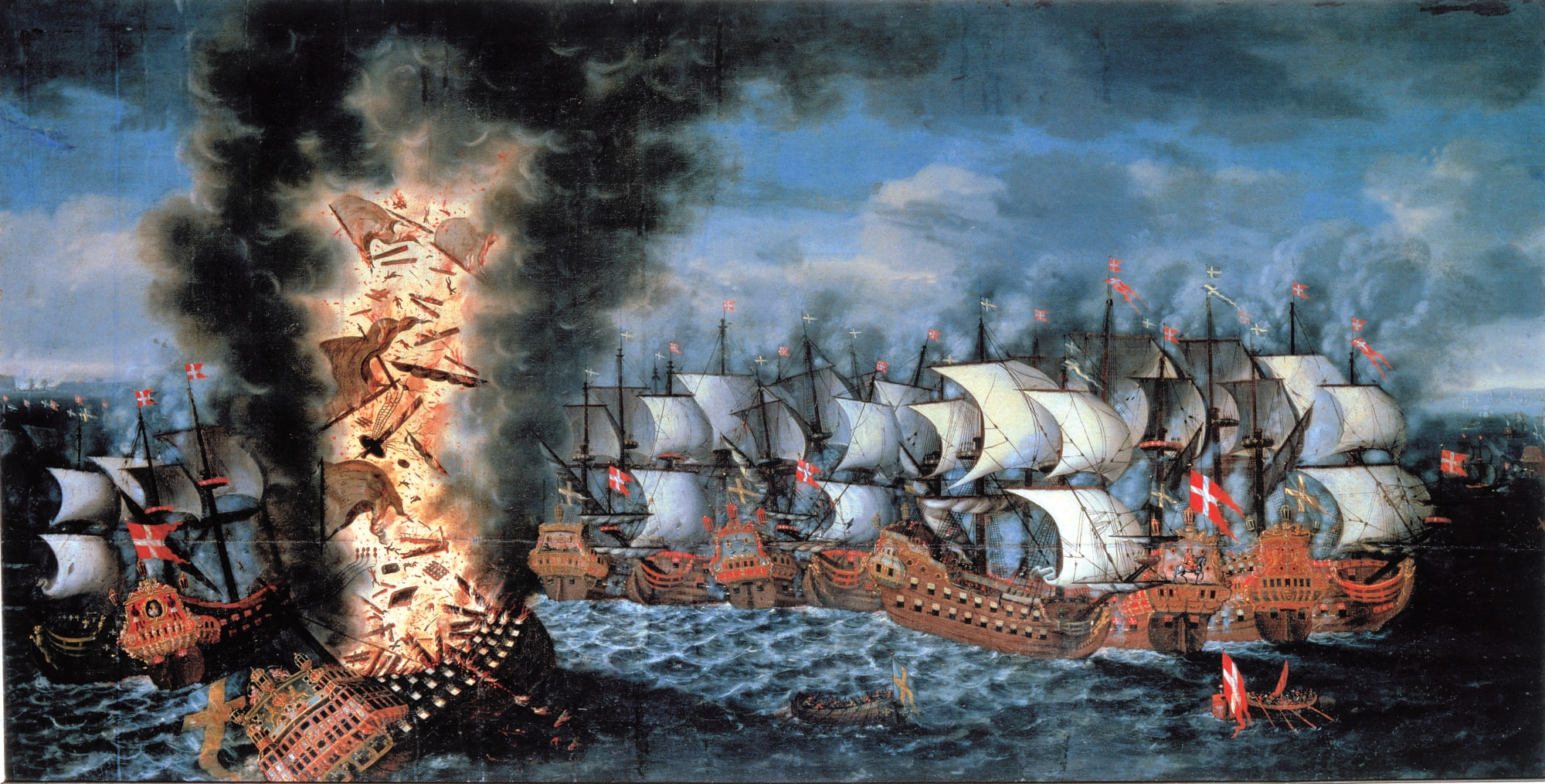
Bătălia de la Öland între o flotă aliată dano-norvegiano-olandeză și marina suedeză, 1 iunie 1676.

După ce Suedia s-a separat definitiv de Uniunea de la Kalmar în 1523, Danemarca a încercat în două ocazii să-și reafirme dominația asupra Suediei. Prima oară a fost în Războiul de Șapte Ani al Nordului care a durat din 1563 până în 1570. A doua ocazie a fost Războiul Kalmarului, când regele Christian al IV-lea a atacat Suedia în 1611 dar nu și-a îndeplinit principalul obiectiv, acela de a obliga Suedia să revină în uniune cu Danemarca. Războiul nu a dus la schimbări teritoriale, dar Suedia a fost obligată să plătească despăgubiri de război în valoare de 1 milion de riksdaler de argint Danemarcei, sumă cunoscută sub numele de răscumpărarea Älvsborgului.
Regele Christian s-a folosit de acești bani pentru a construi mai multe orașe și cetăți, dintre care se remarcă Glückstadt (fondată cu scopul de a rivaliza cu Hamburgul), Christiania (după incendiul care a distrus orașul Oslo), Christianshavn⁠(d), Christianstad și Christiansand. Christian a construit și mai multe clădiri renumite, între care se numără Børsen⁠(d), Rundetaarn⁠(d), Nyboder⁠(d), Rosenborg, o mină de argint și o fabrică de prelucrarea aramei⁠(d). Inspirat de Compania Olandeză a Indiilor Orientale, a înființat o organizație similară daneză cu ajutorul căreia dorea să revendice Ceylonul drept colonie daneză, dar compania sa a reușit să obțină doar Tranquebarul⁠(d) de pe Coasta Coromandel a Indiei. Marile aspirații coloniale daneze s-au limitat la câteva puncte de schimb în Africa și India. Imperiul era susținut de schimburile comerciale cu alte puteri și plantații, lipsa resurselor ducând la stagnarea acestora.
În Războiul de Treizeci de Ani, Christian a încercat să devină liderul statelor germane lutherane, dar a suferit o înfrângere zdrobitoare în bătălia de la Lutter. Urmarea a fost invadarea, ocuparea și prădarea Iutlandei de o armată catolică în frunte cu Albrecht von Wallenstein, care a obligat Danemarca să iasă din război. Danemarca a reușit să evite concesiuni teritoriale, dar intervenția lui Gustavus Adolphus în Germania a fost văzută ca semn că puterea militară a Suediei este în creștere, în vreme ce a Danemarcei este în declin. Armatele suedeze au invadat Iutlanda în 1643 și au cucerit Scania în 1644. Conform istoricului Geoffrey Parker, „ocupația suedeză a generat scăderea producției agricole și penuria de capital; eșecurile recoltelor și ciuma au distrus țara între 1647 și 1651; populația Danemarcei a scăzut cu 20 de procente.”
Prin tratatul de la Brømsebro din 1645, Danemarca a trebuit să cedeze Hallandul, Gotlandul, ultimele părți din Estonia Daneză, și mai multe provincii din Norvegia. În 1657, regele Frederick al III-lea a declarat război Suediei și a înaintat către Duchy of Bremen and Verden⁠(d). Aceasta a condus la o masivă înfrângere a danezilor, iar armatele regelui Carol al X-lea Gustav al Suediei au cucerit Iutlanda, Funen și mare parte din Zealand înainte de a semna pacea de la Roskilde în februarie 1658, prin care Suedia a preluat controlul asupra Scaniei, Blekingei, Trøndelagului și asupra insulei Bornholm. Carol al X-lea Gustav a regretat în curând că nu a distrus Danemarca definitiv, iar în august 1658 a început un asediu de doi ani al Copenhagăi dar nu a reușit să o cucerească. În acordul de pace ce a urmat, Danemarca a reușit să-și conserve independența și să recâștige Trøndelagul și Bornholmul.
Danemarca a încercat să recâștige și controlul asupra Scaniei în Războiul Scanian (1675–79) dar această tentativă s-a soldat cu un eșec. După Marele Război al Nordului (1700–21), Danemarca a reușit să recucerească părțile din Schleswig și Holstein⁠(d) în care domnea casa de Duke of Holstein-Gottorp⁠(d) în 1721 și, respectiv, în 1773. În Războaiele Napoleoniene, Danemarca a încercat la început să rămână neutră și să facă comerț atât cu Franța cât și cu Regatul Unit și a aderat la Liga Neutralității Armate împreună cu Rusia, Suedia și Prusia. Britanicii au considerat aceasta un act de ostilitate și au atacat Copenhaga în 1801 și 1807, într-unul din cazuri distrugând flota daneză, iar în celălalt incendiind părți din capitala Danemarcei. Aceasta a dus la așa-numitul Război al Canonierelor, dar faptul că britanicii controlau căile maritime dintre Danemarca și Norvegia s-a dovedit dezastruos pentru economia uniunii și în 1813, Danemarca-Norvegia a intrat în faliment. Uniunea dano-norvegiană a fost dizolvată prin tratatul de la Kiel în 1814. Norvegia a intrat într-o nouă uniune cu Suedia, care a durat până în 1905. Danemarca a păstrat coloniile Islanda, Insulele Feroe și Groenlanda. Pe lângă coloniile nordice, Danemarca a controlat și Tharangambadi⁠(d)ul din India între 1620 și 1869, Coasta de Aur Daneză (Ghana) între 1658 și 1850, și Indiile Occidentale Daneze (Insulele Virgine Americane) între 1671 și 1917.

### Monarhia constituțională

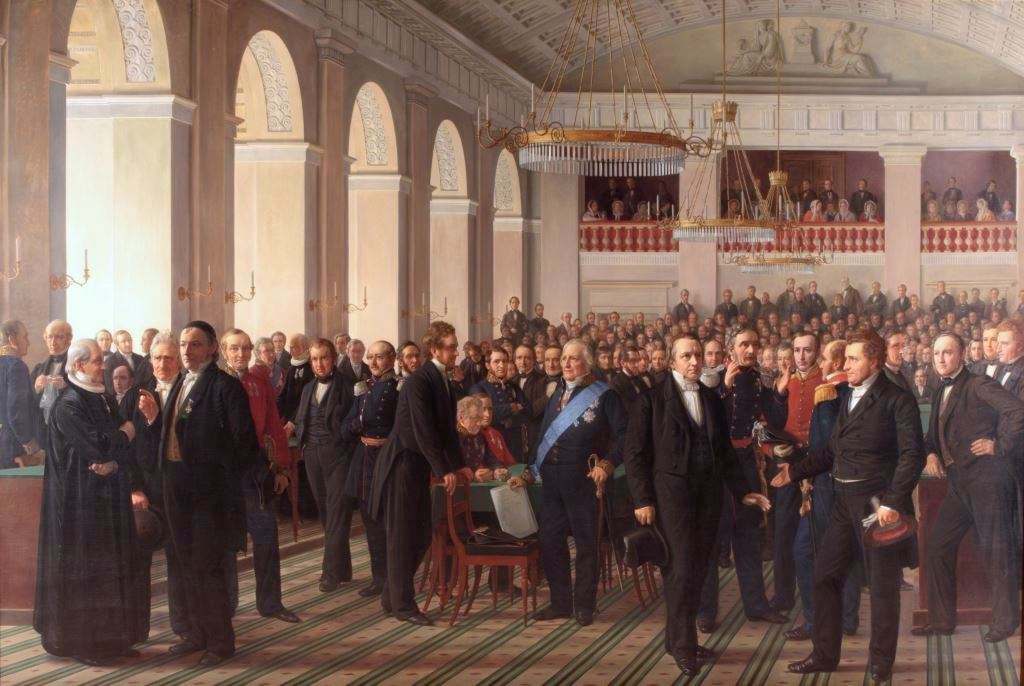
Den Grundlovsgivende Rigsforsamling (părinții fondatori ai Constituției daneze), pictură din 1860–1864 de.

Mișcarea naționalistă și liberală daneză a prins avânt în anii 1830 și, după Revoluțiile din 1848, Danemarca a devenit, pe cale pașnică, monarhie constituțională la 5 iunie 1849. După al Doilea Război al Schleswigului (1864), Danemarca a fost obligată să cedeze Schleswig și Holstein Prusiei, într-o înfrângere care a lăsat urme adânci asupra mândriei naționale daneze. După aceste evenimente, Danemarca a urmat o politică de neutralitate în Europa.
După înfrângerea Germaniei în Primul Război Mondial, puterile de la Versailles au oferit Danemarcei retrocedarea regiunii Schleswig-Holstein. De teama iredentismului german, Danemarca a refuzat preluarea regiunii fără plebiscit, acesta fiind organizat în cele două provincii la 10 februarie, respectiv la 14 martie. La 10 iulie 1920, după plebiscit și după contrasemnarea de către rege (9 iulie) a actului de reunire, Schleswigul de Nord (Sønderjylland) a revenit în granițele Danemarcei, adăugând țării 163.600 de locuitori și o suprafață de 3.984 km². Ziua reunirii (Genforeningsdag) se sărbătorește în fiecare an la 15 iunie ca Valdemarsdag.

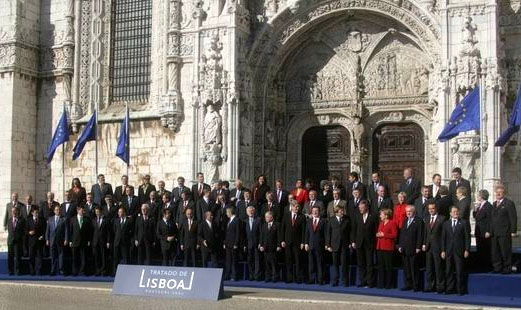
Danemarca a aderat la Uniunea Europeană în 1973 și a semnat Tratatul de la Lisabona în 2007.

Invadarea Danemarcei de către Germania Nazistă la 9 aprilie 1940 – denumită Operațiunea Weserübung – a întâmpinat doar două ore de rezistență militară înainte ca guvernul danez să capituleze. Cooperarea economică între Germania și Danemarca a continuat până în 1943, când guvernul danez a refuzat să o mai continue, marina țării scufundându-și majoritatea vaselor și trimițând cât mai mulți ofițeri în Suedia. În timpul războiului, guvernul a încercat să ajute minoritatea evreiască din țară, rezistența daneză efectuând operațiuni de salvare prin care majoritatea acestora au fost transferați în siguranță în Suedia înainte ca germanii să apuce să-i deporteze. Danemarca a efectuat multe operațiuni de sabotaj asupra infrastructurii germane. Islanda a rupt legăturile cu Danemarca și a devenit republică independentă și, în 1948, Insulele Feroe au primit autonomie.. Cu toate acestea respectivele insule sunt definite ca o comunitate de locuitori ai regatului.
După război, Danemarca a devenit membru fondator al Națiunilor Unite și al NATO, iar în 1973, împreună cu Regatul Unit și Irlanda, a aderat la Comunitatea Economică Europeană (astăzi, Uniunea Europeană) după un referendum național. Tratatul de la Maastricht a fost ratificat după încă un referendum în 1993 și după ce țările Uniunii au acceptat o serie de concesii pentru Danemarca consfințite prin Acordul de la Edinburgh.
Groenlandezii sunt considerați popor separat cu drept de autodeterminare, astfel că Groenlanda a obținut autonomie în 1979 și a primit drept de autodeterminare în 2009. Nici Groenlanda și nici Insulele Feroe nu sunt membre ale Uniunii Europene, feroezii refuzând să adere la CEE din 1973 și Groenlanda din 1986, în ambele cazuri din cauza politicilor europene privind pescuitul.
În ciuda dimensiunilor reduse, Danemarca participă la marile operațiuni militare și umanitare sub egida ONU, adesea conduse de NATO, cum ar fi: Cipru, Bosnia și Herțegovina, Coreea, Egipt, Croația, Kosovo, Etiopia, Afganistan, Irak, Somalia și Libia. În 2009 Anders Fogh Rasmussen a demisionat din funcția de prim ministru al Danemarcei pentru a deveni secretar general al NATO. În ultimii ani populismul de dreapta câștigă teren, Partidul Popular Danez devenind al doilea partid ca voturi în alegerile din 2015, dezbătând teme precum imigranții și integrarea acestora.

## Geografie

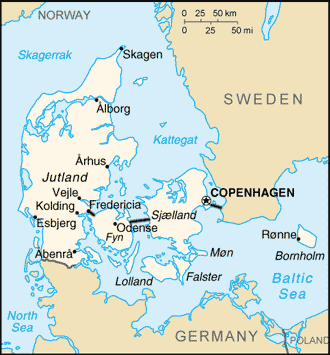
Harta Danemarcei.

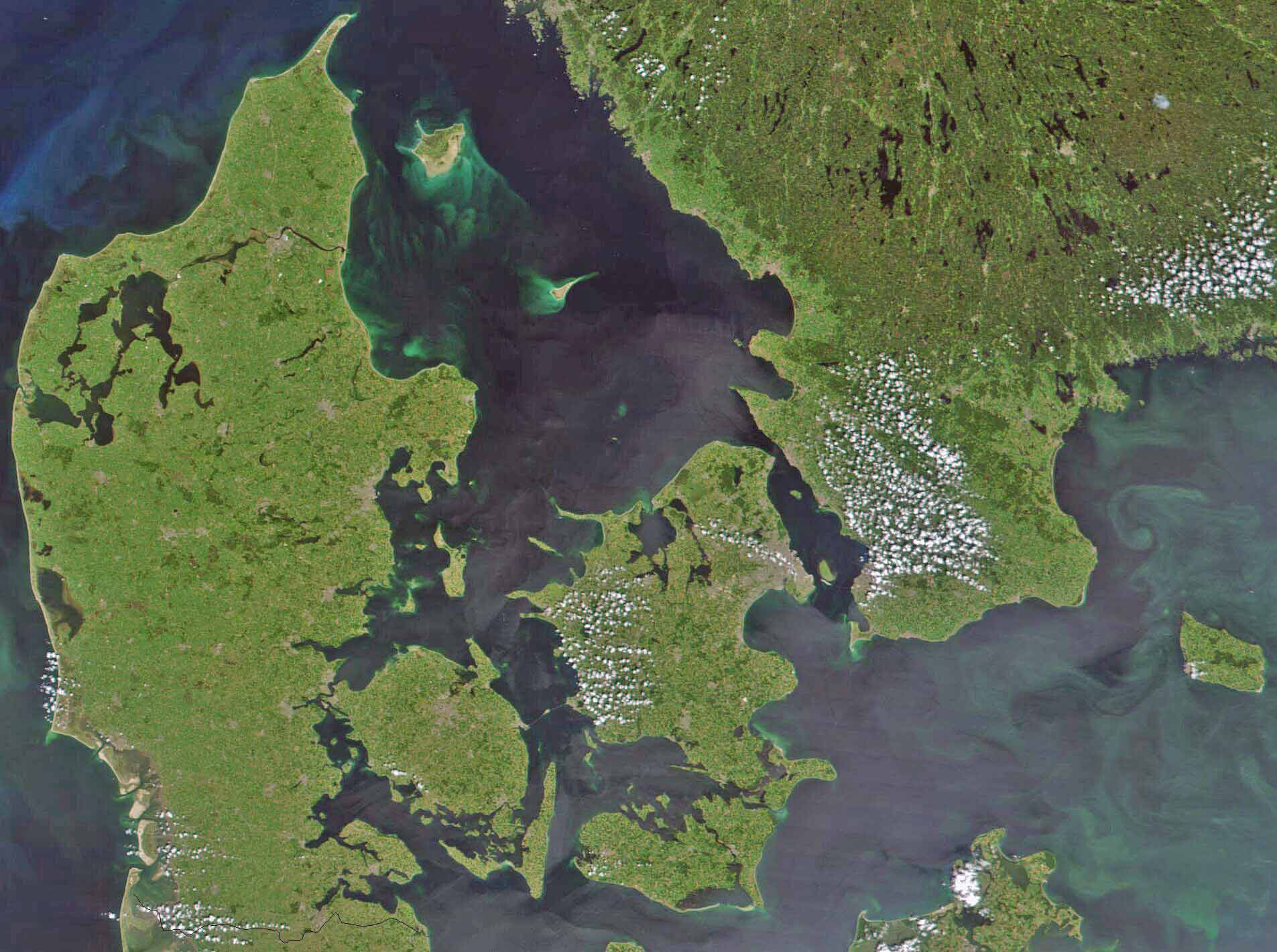
Imagine din satelit asupra Danemarcei metropolitane.

Aflată în Europa de Nord, Danemarca propriu-zisă constă din peninsula Iutlanda și arhipelag cu 443 de insule cu nume (1.419 insule peste 100 m² în total). Dintre acestea, 72 sunt locuite, cele mai mari fiind Zealand și Funen. Insula Bornholm se află departe spre est de restul țării, în Marea Baltică. Multe dintre insulele mai mari sunt legate între ele prin poduri; Podul Øresund leagă Zealandul de Suedia; Podul Marii Centuri leagă Funen de Zealand; iar Podul Micii Centuri leagă Iutlanda de Funen. Insulele mai mici sunt legate de continent și de cele mai mari prin linii de ferry-boat și cu avioane mici. Cele mai mari orașe, cu populații de peste 100.000 de locuitori, sunt capitala Copenhaga de pe insula Zealand; Århus și Aalborg în Iutlanda; și Odense pe insula Funen.
Danemarca ocupă o arie de 43.094 km². Mărimea suprafeței uscatului Danemarcei nu poate fi estimată cu exactitate, deoarece oceanul erodează constant unele coaste, depunând aluviuni pe altele, precum și din cauza lucrărilor de recuperare a teritoriilor marine. Pe uscat, țara are o frontieră de 68 de kilometri cu Germania la sud, fiind altfel înconjurată de mări cu o linie a țărmului de 7.314 km (incluzând aici mici golfuri și limanuri). Niciun punct din Danemarca nu se află mai departe de 52 km de coastă. Pe coasta de sud-vest a Iutlandei, mareea este între 1–2 m, țărmul deplasându-se în interior și în exterior pe o distanță de 10 km.
Cel mai nordic punct al Danemarcei este punctul Skagen (plaja nordică de la Skaw) la 57° 45' 7" latitudine nordică; cel mai sudic este Gedser⁠(d) (extremitatea sudică a insulei Falster⁠(d)) la 54° 33' 35" latitudine nordică; cel mai vestic punct este Blåvandshuk⁠(d) la 8° 4' 22" longitudine estică; iar cel mai estic este Østerskær⁠(d) la 15° 11' 55" longitudine estică. Acesta din urmă se află în arhipelagul Ertholmene⁠(d), la 18 kilometri nord-est de Bornholm. Distanța de la est la vest este de 452 km, iar cea de la nord la sud, de 368 km.
Relieful este unul șes, cu altitudini mici; altitudinea medie este de 31 m peste nivelul mării. Cel mai înalt punct natural este Møllehøj, la 170,86 m. Apele de uscat ocupă în total 700 km².
Din punct de vedere fitogeografic, Regatul Danemarcei (incluzând Groenlanda și Insulele Feroe) aparține Regatului Boreal și se împarte între provinciile Arctică, Atlantic-Europeană și Central-Europeană a regiunii Circumboreale. Conform World Wide Fund for Nature, teritoriul Danemarcei se poate împărți în două ecoregiuni: pădurile de amestec atlantice și pădurile de amestec baltice. Insulele Feroe sunt acoperite de pășunile boreale feroeze, iar Groenlanda găzduiește ecoregiunile tundrei arctice superioare și inferioare Kalaallit Nunaat.

### Clima

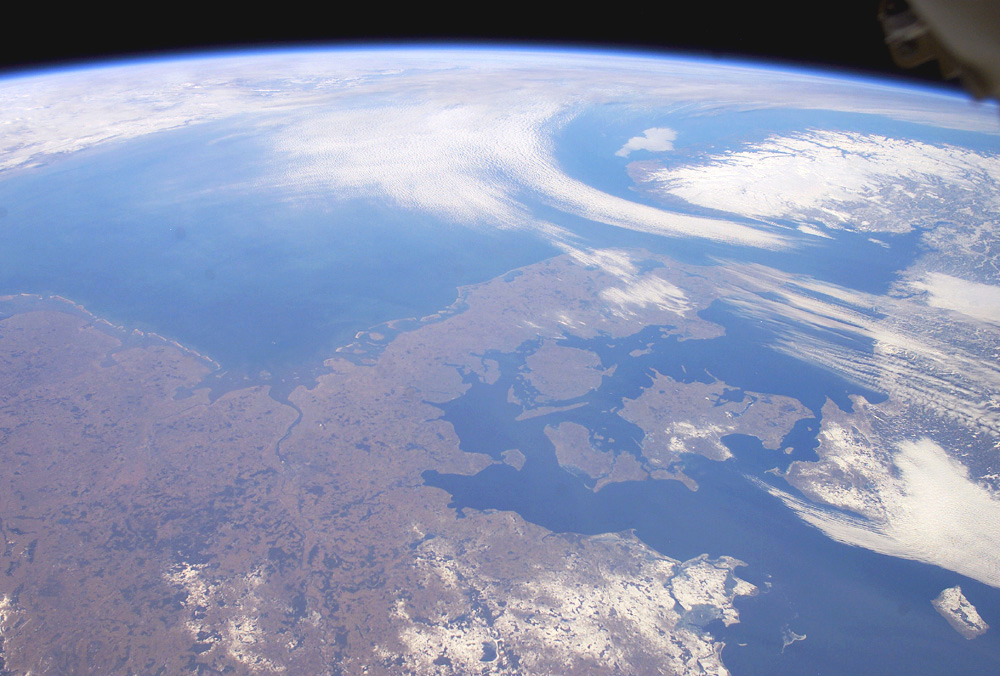
Danemarca văzută de pe Stația Spațială Internațională în februarie 2003

Danemarca are o climă temperată, caracterizată prin ierni blânde, cu temperaturi medii în ianuarie și februarie de 0 °C, și veri răcoroase, temperatura medie în august fiind de 15,7 °C. Danemarca are o medie de 121 de zile pe an cu precipitații, în medie primind în total circa 712 mm pe an; toamna este cel mai umed anotimp, iar primăvara — cel mai uscat. Datorită poziționării între continent și ocean, temperaturile variază des.
Din cauza poziției nordice a Danemarcei, cantitatea de lumină solară suferă mari variații de la anotimp la anotimp. Zilele de iarnă sunt scurte, soarele răsărind la 8:45 am și apunând la 3:45 pm, iar cele de vară sunt foarte lungi, cu răsăritul la 4:30 am și apusul la 10 pm.
| Date climatice pentru Danemarca (2001–2010) | Date climatice pentru Danemarca (2001–2010) | Date climatice pentru Danemarca (2001–2010) | Date climatice pentru Danemarca (2001–2010) | Date climatice pentru Danemarca (2001–2010) | Date climatice pentru Danemarca (2001–2010) | Date climatice pentru Danemarca (2001–2010) | Date climatice pentru Danemarca (2001–2010) | Date climatice pentru Danemarca (2001–2010) | Date climatice pentru Danemarca (2001–2010) | Date climatice pentru Danemarca (2001–2010) | Date climatice pentru Danemarca (2001–2010) | Date climatice pentru Danemarca (2001–2010) | Date climatice pentru Danemarca (2001–2010) |
| Luna                                        | Ian                                         | Feb                                         | Mar                                         | Apr                                         | Mai                                         | Iun                                         | Iul                                         | Aug                                         | Sep                                         | Oct                                         | Nov                                         | Dec                                         | Anual                                       |
| ------------------------------------------- | ------------------------------------------- | ------------------------------------------- | ------------------------------------------- | ------------------------------------------- | ------------------------------------------- | ------------------------------------------- | ------------------------------------------- | ------------------------------------------- | ------------------------------------------- | ------------------------------------------- | ------------------------------------------- | ------------------------------------------- | ------------------------------------------- |
| Maxima medie °C (°F)                        | 3.3 (37,9)                                  | 3.3 (37,9)                                  | 6.1 (43)                                    | 11.5 (52,7)                                 | 15.5 (59,9)                                 | 18.5 (65,3)                                 | 21.6 (70,9)                                 | 21.2 (70,2)                                 | 17.5 (63,5)                                 | 12.3 (54,1)                                 | 7.9 (46,2)                                  | 4.2 (39,6)                                  | 11,9 (53,4)                                 |
| Media zilnică °C (°F)                       | 1.5 (34,7)                                  | 1.2 (34,2)                                  | 3.0 (37,4)                                  | 7.5 (45,5)                                  | 11.4 (52,5)                                 | 14.6 (58,3)                                 | 17.4 (63,3)                                 | 17.2 (63)                                   | 13.8 (56,8)                                 | 9.4 (48,9)                                  | 5.7 (42,3)                                  | 2.2 (36)                                    | 8,8 (47,8)                                  |
| Minima medie °C (°F)                        | −0.8 (30,6)                                 | −1.3 (29,7)                                 | −0.2 (31,6)                                 | 3.6 (38,5)                                  | 7.4 (45,3)                                  | 10.6 (51,1)                                 | 13.4 (56,1)                                 | 13.5 (56,3)                                 | 10.2 (50,4)                                 | 6.2 (43,2)                                  | 3.2 (37,8)                                  | −0.3 (31,5)                                 | 5,5 (41,9)                                  |
| Precipitații mm (inches)                    | 66 (2.6)                                    | 50 (1.97)                                   | 43 (1.69)                                   | 37 (1.46)                                   | 53 (2.09)                                   | 68 (2.68)                                   | 77 (3.03)                                   | 91 (3.58)                                   | 62 (2.44)                                   | 83 (3.27)                                   | 75 (2.95)                                   | 61 (2.4)                                    | 765 (30,12)                                 |
| Nr. mediu de zile ploioase (≥ 1mm)          | 18                                          | 15                                          | 13                                          | 11                                          | 13                                          | 13                                          | 14                                          | 16                                          | 14                                          | 17                                          | 20                                          | 17                                          | 181                                         |
| Ore însorite                                | 47                                          | 71                                          | 146                                         | 198                                         | 235                                         | 239                                         | 232                                         | 196                                         | 162                                         | 111                                         | 58                                          | 45                                          | 1.739                                       |
| Sursă: Danmarks Meteorologiske Institut     |                                             |                                             |                                             |                                             |                                             |                                             |                                             |                                             |                                             |                                             |                                             |                                             |                                             |

### Mediul
Danemarca aparține Regatului Boreal și poate fi împărțită în două ecoregiuni: pădurile de amestec Atlantice și pădurile de amestec Baltice. Mare parte din pădurile temperate din Danemarca au fost substanțial distruse sau fragmentate, în special pentru scopuri agricole în ultimul mileniu. În total, 12,9% din suprafața țării este împădurită. Căprioarele ocupă zona rurală în numere din ce în ce mai mari, iar cerbul se găsește în pădurile izolate din Iutlanda. În țară mai trăiesc și mamifere mici, cum ar fi iepurele de câmp și ariciul. Danemarca este locuită de circa 400 de specii de păsări, dintre care circa 160 se înmulțesc aici. Peștii, în special macrou și hering, sunt abundenți în apele daneze și formează sursa unei bogate industrii a pescuitului.
Poluarea apelor și a solului sunt două din principalele probleme de mediu ale Danemarcei, deși astăzi mare parte din deșeurile casnice și industriale ale țării se reciclează. Danemarca a avut în istorie o atitudine progresistă în ce privește protecția mediului; în 1971, a înființat un Minister al Mediului și a fost prima țară din lume care a implementat o lege a mediului în 1973. Pentru a atenua degradarea mediului și încălzirea globală, Guvernul Danez a semnat Protocolul de la Kyoto. Amprenta ecologică națională este însă de 8,26 hectare globale de persoană, una foarte ridicată față de media mondială de 1,7 în 2010. Factorii care contribuie la această valoare deosebit de ridicată sunt valoare deosebit de mare a terenului arabil dar și valoarea relativ ridicată a pășunilor, ceea ce se poate explica prin producția foarte ridicată de carne în Danemarca (115,8 kg de carne anual pe cap de locuitor) și rolul economic ridicat al industriei cărnii și lactatelor. În decembrie 2014, Indicele Performanței în Schimbarea Climatică⁠(en)[traduceți] pe 2015 punea Danemarca pe primul loc, explicând că, deși emisiile sunt încă destul de mari, țara a reușit să implementeze politici eficiente de protecția mediului.

## Guvernarea
Regatul Danemarcei este o monarhie constituțională, în care monarhul, actualmente regele Frederic al X-lea este șeful statului, dar puterile regale se limitează de multă vreme la funcțiuni ceremoniale. Monarhul nu răspunde pentru acțiunile sale, iar persoana sa este sacrosanctă. Sistemul politic danez funcționează în cadrul descris de Constituția Danemarcei. Modificările acesteia necesită o majoritate absolută în două legislaturi diferite și aprobarea de către majoritatea alegătorilor prezenți la urne la un referendum în acest scop (cu condiția suplimentară ca cei care votează în favoarea modificării să reprezinte cel puțin 40% dintre cetățenii cu drept de vot). Constituția organizează sistemul politic pe baza separației puterilor în stat, în ramurile legislativă, executivă și judecătorească.

### Sistemul politic
Folketing⁠(d) este parlamentul național și legislativul suprem al regatului. În teorie, el este autoritatea legislativă supremă, în conformitate cu doctrina suveranității parlamentare, și poate legifera în orice domeniu, nefiind constrâns să acționeze în limitele deciziilor predecesorilor săi. Chestiunile privind suveranitatea au fost puse însă în discuție în lumina aderării Danemarcei la Uniunea Europeană. Parlamentul este format din 175 de membri aleși prin vot proporțional, plus câte doi membri din Groenlanda și Insulele Feroe. Alegerile legislative se țin o dată la patru ani, dar primul ministru poate cere monarhului organizarea de alegeri înainte de termen. În urma unui vot de neîncredere, parlamentul poate obliga fie un singur ministru, fie întreg guvernul, să demisioneze.

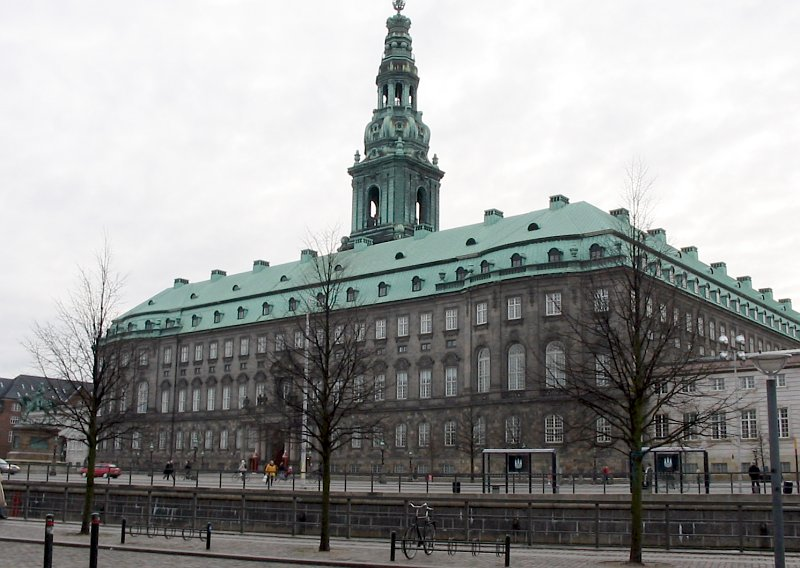
Palatul Christiansborg, unde se întrunesc și instanța judecătorească supremă.

Sistemul de vot proporțional a dus prin tradiție la formarea de coaliții de guvernare. Majoritatea guvernelor daneze postbelice au fost fie guverne de coaliție, fie guverne minoritare, susținute în parlament și de partide neguvernamentale.
Primul ministru este numit formal de monarh, în urma consultărilor cu liderii partidelor după alegeri sau după căderea guvernului anterior. În practică, primul ministru este ales prin negocieri între liderii partidelor parlamentare, de regulă fiind numit liderul celui mai mare partid dintr-o coaliție. Autoritatea executivă se exercită în numele monarhului de către primul ministru și de miniștrii cabinetului, fiecare administrând un portofoliu. Cabinetul, primul ministru și ceilalți miniștri formează în ansamblul lor guvernul Danemarcei.
După o înfrângere în alegerile generale, în iunie 2015, Helle Thorning-Schmidt, șefa Social-Democraților⁠(en)[traduceți] (în daneză Socialdemokraterne), a demisionat din funcția de prim ministru. Ei i-a urmat în funcție Lars Løkke Rasmussen, liderul Partidului Liberal⁠(en)[traduceți] (în daneză Venstre). Rasmussen conduce un guvern⁠(en)[traduceți] care constă în întregime din miniștri din propriul său partid, ceea ce nu este ceva obișnuit.

### Sistemul judiciar
Autoritatea judiciară rămâne separată de cea executivă și legislativă și este exercitată de instanțele judecătorești. Multe legi sunt cutumiare. Regatul Danemarcei nu are un unic sistem judiciar unificat – Danemarca propriu-zisă îl are pe al ei, Groenlanda un altul, iar Insulele Feroe îl au pe al lor. Hotărârile înaltelor tribunale din Groenlanda și din Insulele Feroe pot fi contestate la Înaltele Curți Daneze. Curtea Supremă a Danemarcei este cea mai înaltă instanță civilă și penală răspunzătoare cu administrarea justiției în regat.
Articolele 62 și 64 din Constituția Danemarcei garantează independența justiției față de Guvern și Parlament, stipulând că judecătorii se ghidează doar după lege, incluzând aici textele legilor, statutele și jurisprudența.

### Relațiile externe și armata
Danemarca s-a implicat în coordonarea asistenței occidentale către statele baltice (Estonia, Letonia și Lituania).
După al Doilea Război Mondial, Danemarca a pus capăt politicii sale de neutralitate veche de două sute de ani. Danemarca a devenit membru fondator al NATO în 1949, iar apartenența la NATO rămâne deosebit de populară. Au existat mai multe confruntări între SUA și Danemarca pe marginea politicii de securitate în anii 1982–1988, când o majoritate parlamentară alternativă a obligat guvernul să adopte anumite poziții în domeniul energiei nucleare și al controlului armelor. Danemarca a susținut operațiunile americane din Afganistan, contribuind material și financiar la ISAF.

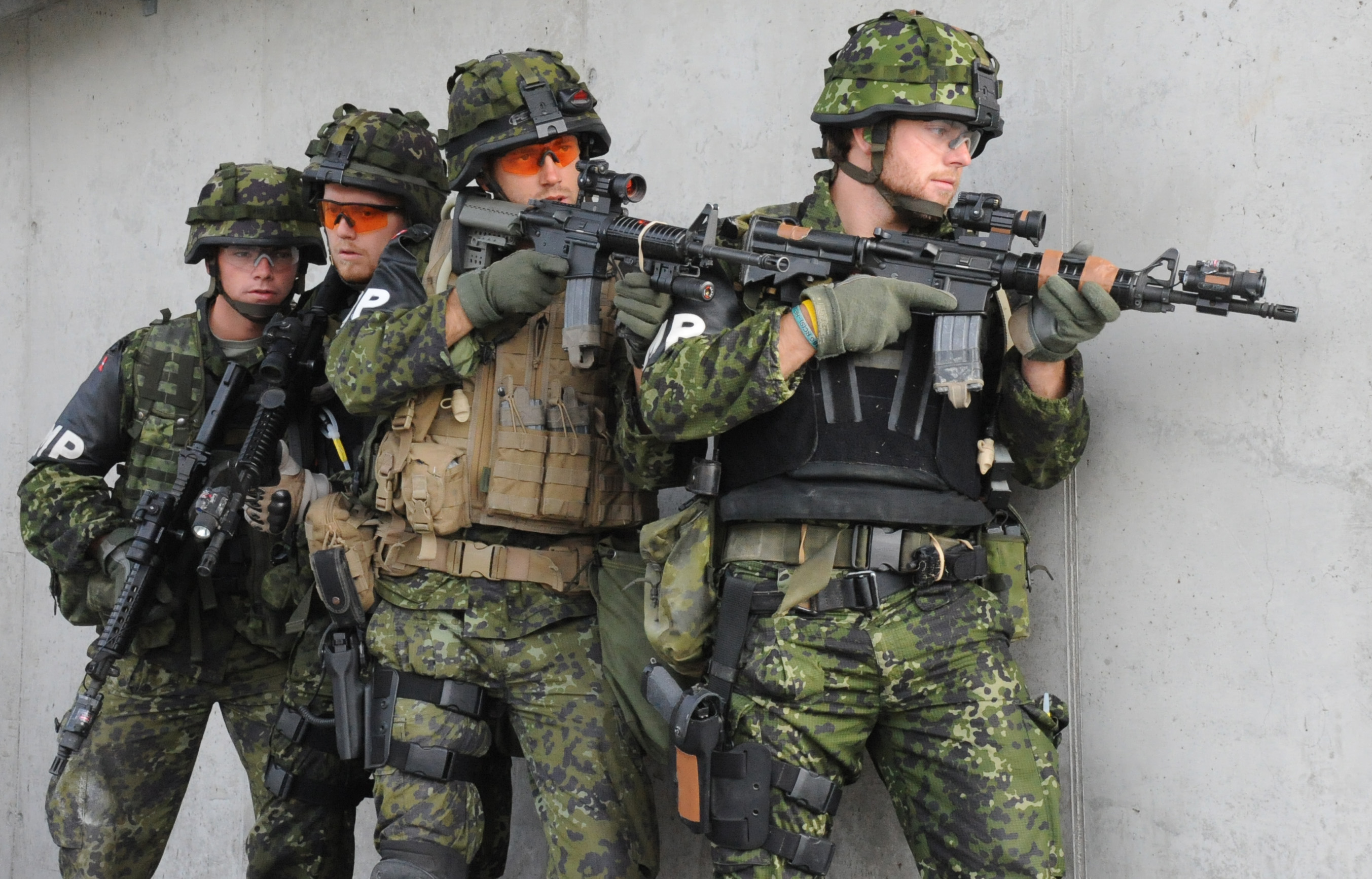
Polițiști militari danezi efectuând antrenamente.

Forțele armate ale Danemarcei sunt denumite Forsvaret, având ca ramuri principale Armata Regală, Marina Regală și Forțele Aeriene, susținute de un buget de aproximativ 20,9 miliarde corane daneze. Pe timp de pace, Forsvaret are circa 20.000 de angajați în total, dintre care 15.034 militari și 4.877 civili. Agenția Daneză pentru Gestionarea Urgențelor (în daneză Beredskabsstyrelsen) are 2.000 de angajați (inclusiv recruți), și circa 4.000 sunt în serviciu militar nespecific unei ramuri, cum ar fi Comandamentul Apărării, Institutul de Cercetări în Apărare și Serviciul de Informații al Apărării. Garda Internă (în daneză Hjemmeværnet) are 15.808 voluntari activi.
Țara susține eforturile de menținere a păcii în lume. Ministerul Apărării are circa 1.400 de persoane aflate în misiuni internaționale, neincluzând contribuțiile în cadrul NATO SNMCMG1⁠(d). Cele mai mari trei contribuții le-a adus în Afganistan (ISAF), Kosovo (KFOR) și Liban (UNIFIL), precum și în Implementation Force⁠(d) și SFOR⁠(d). Între 2003 și 2007, aproximativ 450 de soldați danezi au fost desfășurați în Irak.
Danemarca urmează astăzi o politică externă activă, în care drepturile omului, democrația și alte valori cruciale trebuie apărate activ. Groenlanda și Insulele Feroe au primit garanția că vor avea un cuvânt de spus în probleme cum ar fi pescuitul, vânătoarea de balene, și alte aspecte geopolitice.

### Împărțirea administrativă
| Danemarca propriu-zisă este împărțită în cinci regiuni (în daneză regioner, singular: region) și acestea în total în 98 de comune. Regiunile au fost înființate la 1 ianuarie 2007 în locul fostelor comitate. În același timp, comune mai mici au fost unite între ele pentru a forma unități administrative mai mari, reducând astfel numărul de comune de la 270 la 98. Majoritatea comunelor au o populație de cel puțin 20.000 de persoane, ceea ce le conferă sustenabilitate financiară și profesională, deși există câteva excepții de la regulă. Cea mai importantă zonă de responsabilitate a regiunilor o constituie serviciile sanitare. Spre deosebire de fostele comitate, regiunile nu pot impune taxe, iar serviciul sanitar este finanțat în primul rând de bugetul național, prin contribuțiile la asigurări de sănătate de 8% (în daneză sundhedsbidrag) combinate cu fonduri guvernamentale sau de la administrația locală. Comunele și regiunile sunt conduse de consilii alese prin vot direct, pentru mandate de patru ani. Ultimele alegeri locale au avut loc la 19 noiembrie 2013. Arhipelagul Ertholmene⁠(d), cu o populație de 96 de locuitori (2008), nu face parte din nicio comună sau regiune, aparținând Ministerului Apărării. | Midtjylland Nordjylland Syddanmark Hovedstaden Sjælland |

| Regiuni                       | Regiuni            | Regiuni   | Regiuni           | Regiuni                     | Regiuni         | Regiuni                  | Comune        |
| Nume în română                | Nume în daneză     | Reședința | Cel mai mare oraș | Populația (1 ianuarie 2008) | Suprafața (km²) | Densitatea (pop. pe km²) | Nr. de comune |
| ----------------------------- | ------------------ | --------- | ----------------- | --------------------------- | --------------- | ------------------------ | ------------- |
| Regiunea Capitalei Danemarcei | Region Hovedstaden | Hillerød  | Copenhaga         | 1,645,825                   | 2,561           | 642.6                    | 29 (listă)    |
| Regiunea Danemarca Centrală   | Region Midtjylland | Viborg    | Århus             | 1,237,041                   | 13,142          | 94.2                     | 19 (listă)    |
| Regiunea Danemarca de Nord    | Region Nordjylland | Aalborg   | Aalborg           | 578,839                     | 7,927           | 73.2                     | 11 (listă)    |
| Regiunea Zealand              | Region Sjælland    | Sorø      | Roskilde          | 819,427                     | 7,273           | 112.7                    | 17 (listă)    |
| Regiunea Danemarca de Sud     | Region Syddanmark  | Vejle     | Odense            | 1,194,659                   | 12,191          | 97.99                    | 22 (listă)    |

#### Groenlanda și Insulele Feroe
Regatul Danemarcei este stat unitar, dar în cadrul său Insulele Feroe și Groenlanda au primit autonomie politică în 1948, respectiv în 1979, după ce anterior avuseseră statut de comitat. Acestor teritorii li s-au delegat puteri extinse, ele având propriile guverne și legislative, fiind autonome în ce privește problemele interne. Legislativele autonome sunt însă subordonate Folketing⁠(d)ului, în care sunt reprezentate de câte doi parlamentari. Înalții comisari (în daneză Rigsombudsmand) sunt reprezentanți ai guvernului danez în aceste teritorii.

## Economia

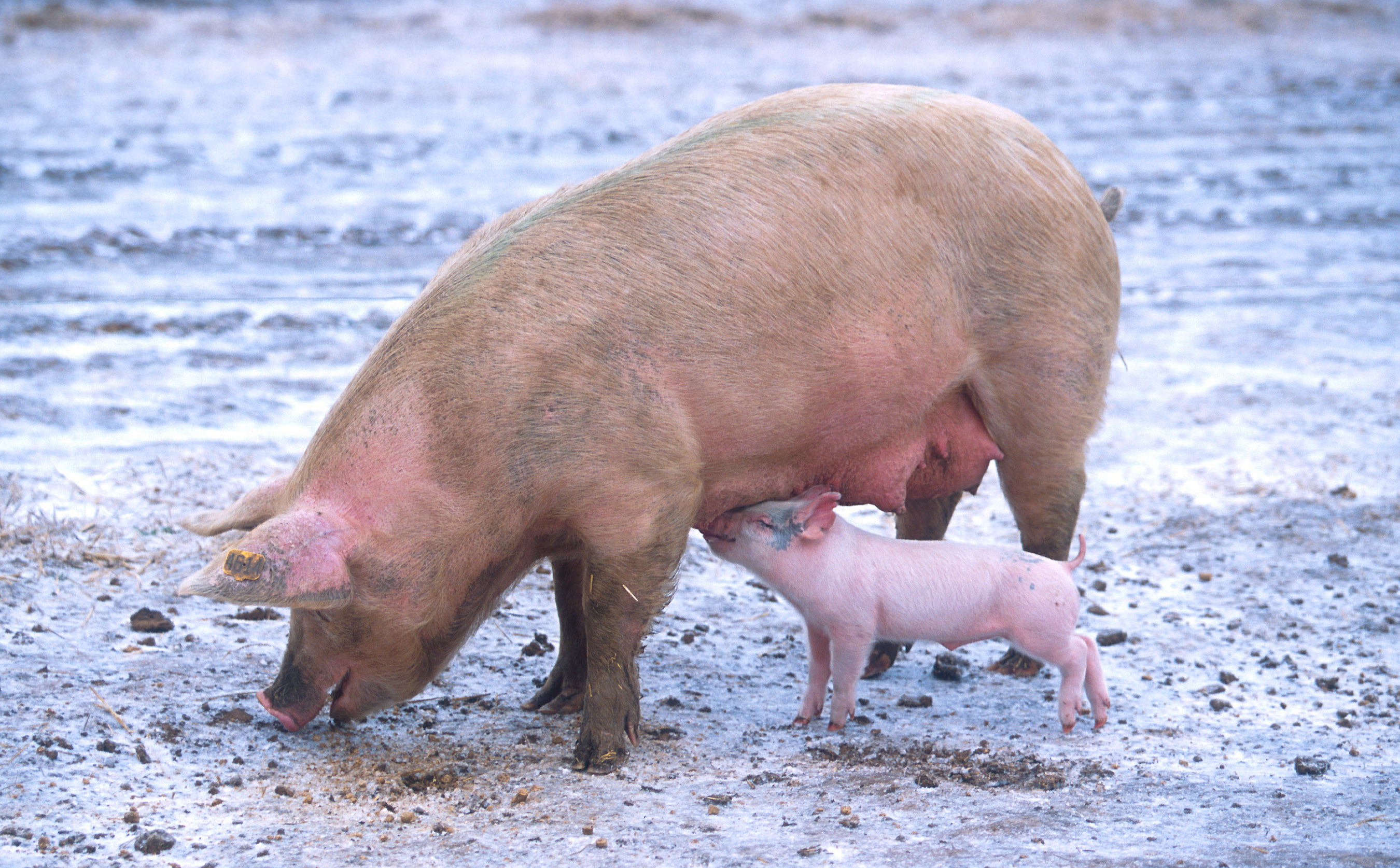
Danemarca este un mare producător de carne de porc, cel mai mare exportator de carne de porc din UE.

Danemarca are o economie mixtă modernă, prosperă și dezvoltată, fiind trecută de Banca Mondială în categoria țărilor cu venituri ridicate, clasându-se pe locul 16 în lume după PIB pe cap de locuitor în termenii parității puterii de cumpărare și pe locul 5 după PIB nominal pe cap de locuitor. Liberalizarea taxelor asupra importurilor în 1797 a pus capăt mercantilismului și liberalizarea ulterioară din secolul al XIX-lea și începutul secolului al XX-lea au impus tradiția liberală daneză în comerțul internațional, tradiție întreruptă doar de anii 1930. Drepturile de proprietate au fost mereu bine protejate. Economia Danemarcei se remarcă drept una dintre cele mai libere, după Indicele Libertății Economice și după Economic Freedom of the World⁠(d). Economia atinge niveluri înalte de comerț internațional, iar Danemarca este cunoscută ca susținător al liberului schimb în cadrul Uniunii Europene. Danemarca este una dintre cele mai competitive economii din lume, conform raportului pe 2008 al Forumului Economic Mondial, IMD și The Economist.

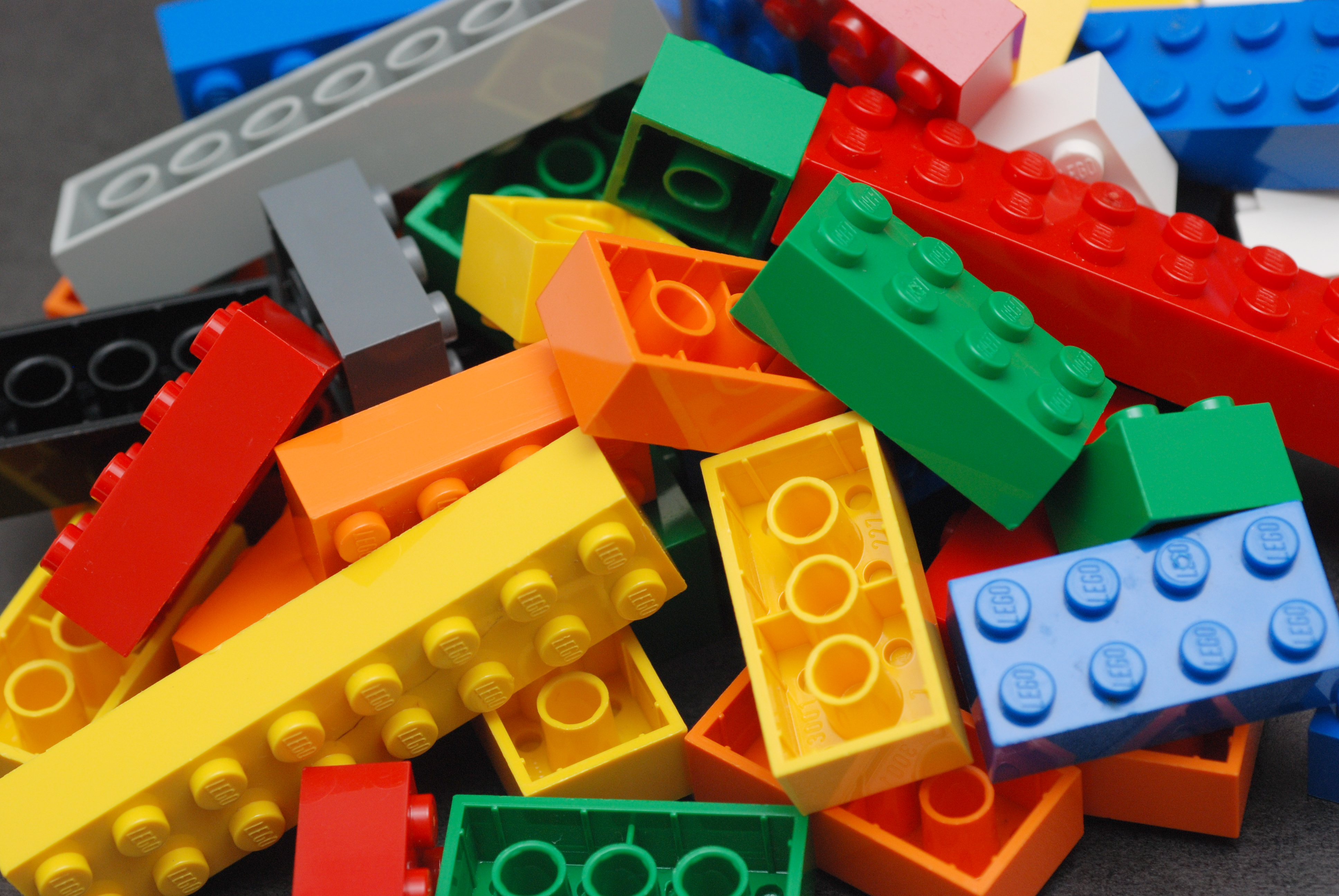
Piesele de sunt produse de Grupul Lego, cu sediul în Billund.

Ca urmare a mult lăudatului model „flexicurity⁠(d)”, Danemarca are una dintre cele mai libere piețe ale muncii din Europa, conform Băncii Mondiale. Angajatorii pot angaja și concedia persoane în orice moment (flexibilitate), iar între angajări, ajutorul de șomaj este foarte ridicat (securitate). Banca Mondială clasează Danemarca pe primul loc în lista celor mai ușoare țări europene în care să faci afaceri. Înființarea unei societăți se poate face în câteva ore, cu costuri foarte mici. Danemarca are un impozit pe venitul companiilor de 25% și un regim de taxare limitat în timp pentru expați. Sistemul de taxare danez are o bază de impozitare mare, un TVA de 25%, pe lângă accize, impozite pe venit și alte taxe. Povara totală a taxelor (suma tuturor taxelor, ca procent din PIB) este estimată a se ridica la 46% în 2011.
Danemarca are o forță de muncă de circa 2,9 milioane de persoane și se clasează pe locul patru în lume ca proporție în rândul său a persoanelor cu studii superioare. PIB pe oră lucrată era în 2009 pe locul 13. Danemarca are cel mai scăzut nivel din lume de inegalitate a veniturilor, conform coeficientului Gini (%) al Băncii Mondiale, și cel mai ridicat salariu minim pe economie din lume, conform FMI. În iunie 2010, rata șomajului se ridica la 7,4%, sub media UE de 9,6%.
Moneda națională daneză, coroana, are un curs fix față de euro, de circa 7,46 coroane, prin Mecanismul European al Ratei de Schimb. Deși un referendum din 2000 a respins adoptarea monedei euro, în practică țara urmărește politicile stabilite de Uniunea Economică și Monetară a UE și îndeplinește criteriile economice de convergență în vederea adoptării monedei. Majoritatea partidelor politice parlamentare sunt în favoarea adoptării euro, dar nu s-a ținut un nou referendum, deși se intenționează; euroscepticismul în rândurile alegătorilor danezi a fost unul ridicat. Danemarca este cunoscută pentru Mișcarea Cooperatistă Daneză în rândurile fermierilor, agenților din industria alimentară (Danish Crown⁠(d)), ale producției de lactate (Arla Foods⁠(d)), bere (Carlsberg Group), comerțului cu amănuntul (Brugsen⁠(d)), cooperativelor centralelor eoliene și asociațiilor de locuințe.

Danemarca face parte din Spațiul Schengen și din piața unică europeană, dar nu a aderat la Euro.

Susținerea comerțului liber este ridicată – în 2007, un sondaj a arătat că 76% din danezi consideră globalizarea un lucru bun. 70% din fluxurile comerciale sunt în interiorul Uniunii Europene. Danemarca se află pe locul al nouălea în clasamentul exporturilor pe cap de locuitor în lume. Principalele mărfuri de export daneze sunt: bunurile industriale/fabricate, cu o pondere de 73,3% (din care mașini și instrumente sunt 21,4%, iar combustibili și substanțe chimice etc. 26%); produse agricole și alte produse de consum 18,7% (în 2009 carnea și produsele din carne reprezentau 5,5% din totalul exporturilor; peștele și produsele din peste 2,9%). Danemarca este exportator net de alimente și energie și are mai mulți ani în care a avut surplus în balanța de plăți, în lupta cu o datorie externă de circa 39% din PNB, adică peste 300 miliarde DKK.

### Energia

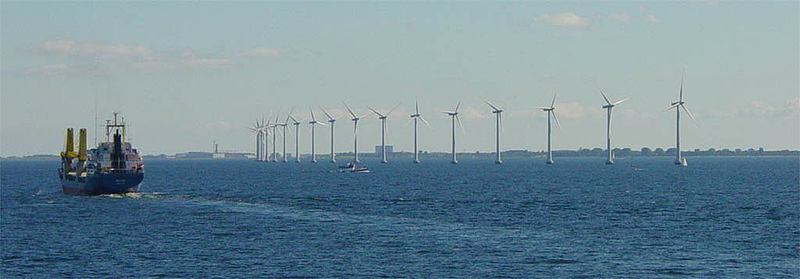
Turbine eoliene pe mare, lângă Copenhaga

Danemarca are considerabile resurse de petrol și gaze naturale în Marea Nordului și este pe locul 32 în lume ca exporturi de țiței producând 259.980 de barili pe zi în 2009. Majoritatea electricității se produce pe bază de cărbuni, dar 25–28% din cererea de energie electrică este furnizată de turbine eoliene. Danemarca este de multă vreme lider în energia eoliană și, în 2011, obținea 3,1% din produsul intern brut prin tehnologie energetică regenerabilă și prin eficiența consumului de energie, ceea ce înseamnă circa 6,5 miliarde de euro (9,4 miliarde de dolari). Danemarca se leagă prin linii electrice de comunicații cu alte țări europene, ceea ce mărește prețul taxelor la curent, fiind cel mai scump din Europa.
Sectorul energiei electrice a integrat surse de energie imprevizibile și fluctuante, cum ar fi vântul, în rețeaua națională. Danemarca țintește spre concentrarea pe sisteme de baterii inteligente (V2G⁠(d)) și vehicule electrice în sectorul de transport. Danemarca este membră a Agenției Internaționale pentru Energie Regenerabilă (IRENA).

### Transporturile

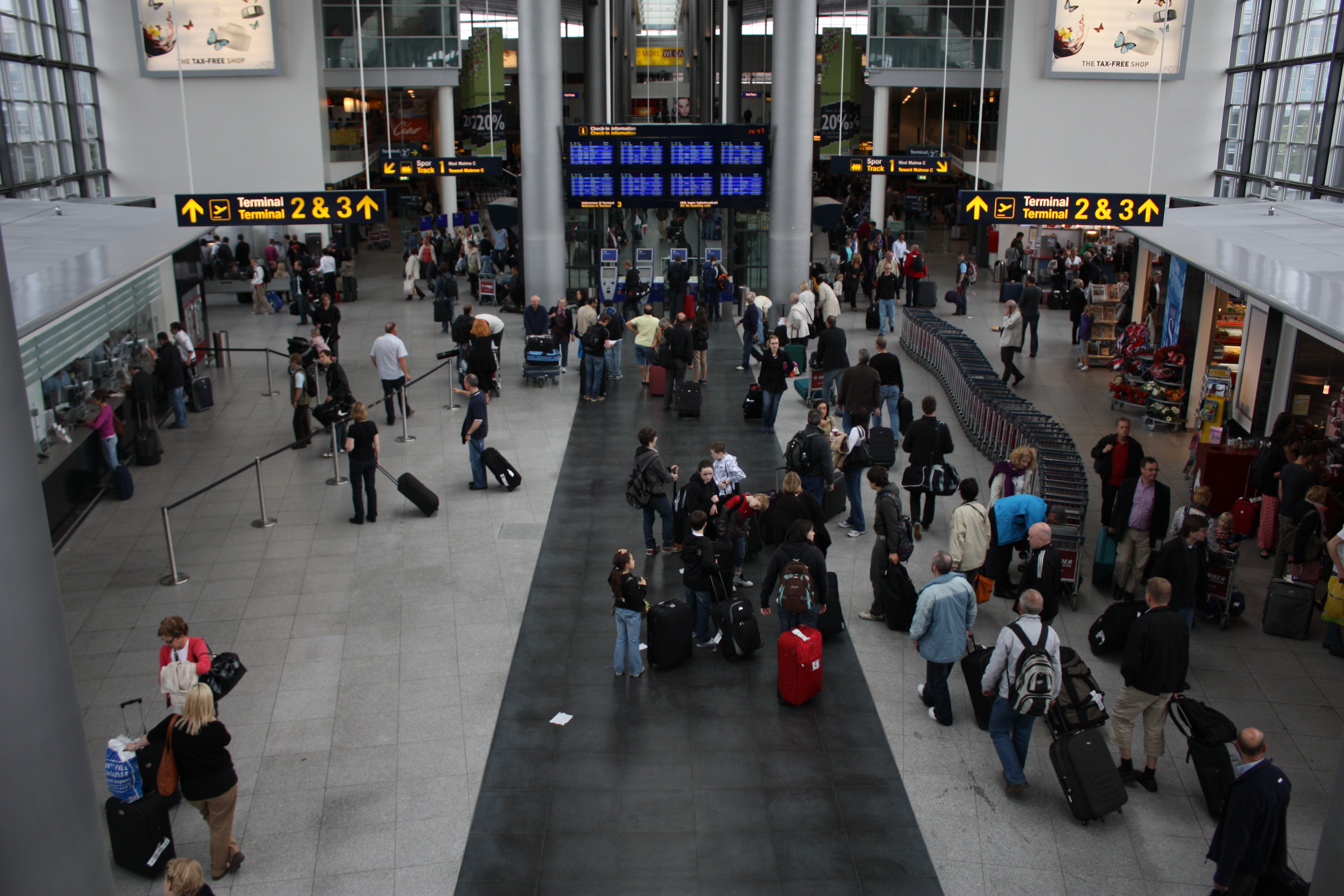
Aeroportul Copenhaga este cel mai mare aeroport din Scandinavia și al 15-lea cel mai aglomerat din Europa.

S-au efectuat investiții semnificative în construirea de legături rutiere și feroviare între regiunile Danemarcei, cea mai cunoscută fiind Legătura Marii Centuri, care leagă Zealand de Funen. Acum se poate circula cu autovehiculul de la Frederikshavn în nordul Iutlandei până la Copenhaga sau în Zealandul de est fără a ieși de pe autostradă. În 2015 au început lucrările la Centura Fehmarn, care leagă Danemarca de Germania printr-un al doilea punct. Principalul operator feroviar este DSB pentru traficul de călători DB Cargo⁠(d) pentru transportul de marfă. Infrastructura feroviară este gestionată de Banedanmark⁠(d). Copenhaga are un metrou de mică amploare, Metroul din Copenhaga, zona metropolitană a orașului dispunând în schimb de o rețea extinsă de cale ferată electrificată, S-train Copenhagen⁠(d) (Trenul S). Până în 2020, în patru din cele mai mari orașe daneze – Copenhaga, Aarhus, Odense și Aalborg – se vor construite linii de metrou ușor. Compania aeriană națională daneză (comună cu Suedia și Norvegia) este Scandinavian Airlines (SAS), iar Aeroportul din Copenhaga este cel mai mare din Scandinavia, fiind tranzitat de peste 25 de milioane de pasageri în 2014. Legătura de ferry-boat cu Insulele Feroe este gestionată de Smyril Line⁠(d). Alte servicii internaționale de transport maritim sunt operate de DFDS⁠(d) (către Norvegia și Regatul Unit), Scandlines⁠(d) (către Germania și Suedia), Stena Line⁠(d) (către Norvegia, Suedia și Polonia), Color Line și FjordLine (către Norvegia).
Autovehiculele proprietatea personală sunt utilizate din ce în ce mai mult ca mijloc de transport. Din cauza taxei de înmatriculare foarte mari (180%), a TVA-ului mare (25%), și a uneia dintre cele mai mari taxe pe venit din lume, mașinile noi sunt foarte scumpe. Scopul taxei este de a descuraja deținerea de autovehicule. Parcul auto național a crescut cu 45% în ultimii 30 de ani. În 2007, guvernul a încercat să favorizeze vehiculele ecologice, reducând ușor taxele asupra vehiculelor cu kilometraj mare. Efectul a fost însă minim, iar în 2008 Danemarca a suferit o creștere a importului de vehicule ineficiente (mai vechi de 10 ani), în special din Germania, întrucât costul vehiculelor mai vechi—incluzând taxele—le păstrează în limitele veniturilor multor danezi. În 2011, vârsta medie a unei mașini era de 9,2 ani.
Ciclismul este o formă obișnuită de transport, în special în mediul urban și pentru tineri. Cu o rețea de rute de biciclete de peste 12.000 km și cu 7.000 km de piste și benzi destinate exclusiv cicliștilor, Danemarca deține o infrastructură vastă dedicată ciclismului.

### Tehnologie

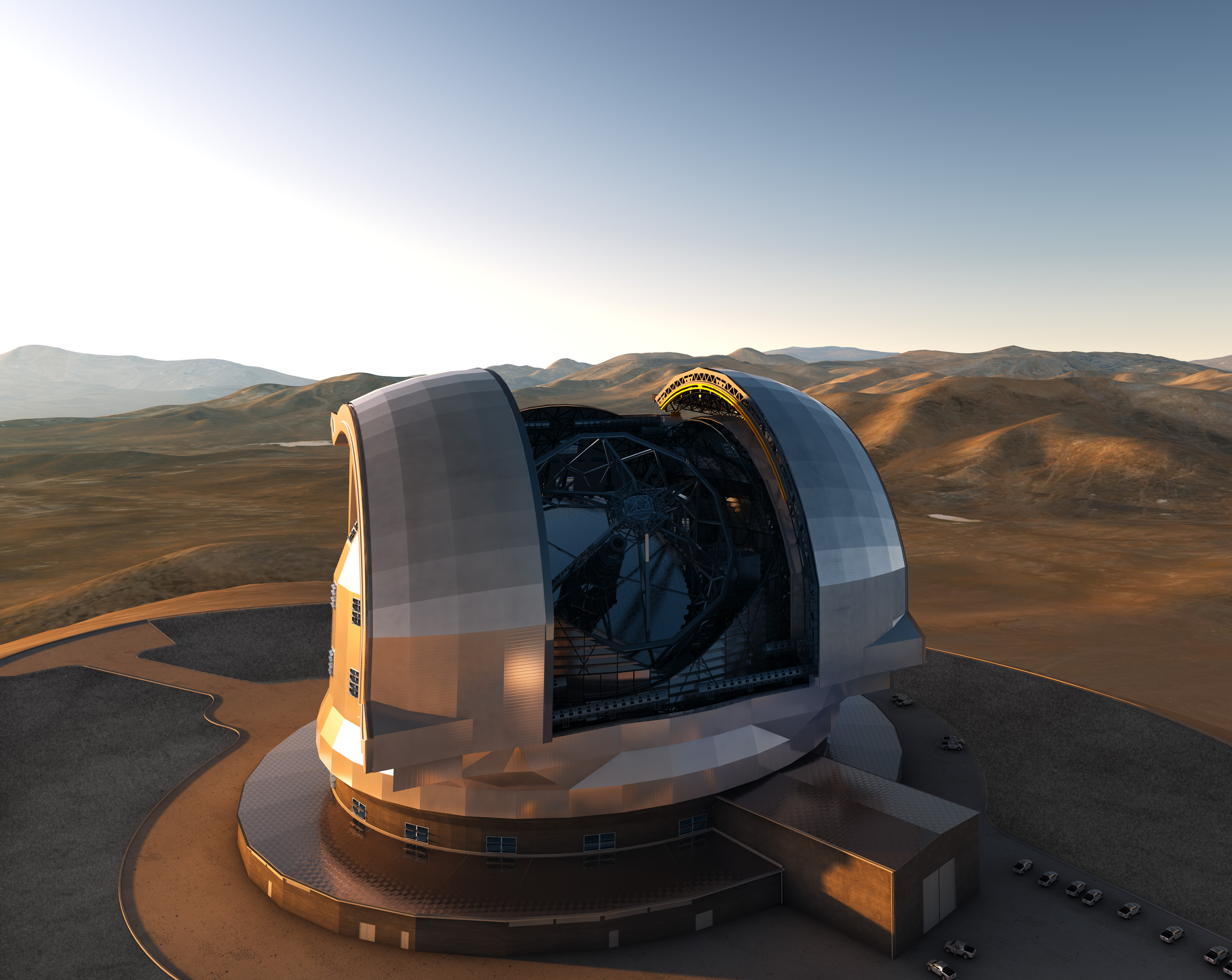
Cu o investiție de 8,5 milioane de euro timp de zece ani, Danemarca își confirmă participarea la E-ELT.

Danemarca are o lungă tradiție în domeniul științelor, exemplificată de contribuțiile danezilor ca Niels Bohr și Tycho Brahe în chimie, fizică și astronomie. Danezii au adus inovații și în mai multe domenii ale tehnologiei. Companiile daneze au fost influente în industria siderurgică, după proiectarea celor mai mari și mai eficiente vase de containere (Mærsk, clasa E) din lume și a motoarelor MAN Diesel. În domeniul software și al electronicii, Danemarca a fost locul dezvoltărilor de pionierat a sistemului Nordic Mobile Telephone⁠(d), fiind și una din primele țări din lume unde s-au dezvoltat telefoane mobile GSM.
Inginerii danezi sunt în primii din lume la producerea de echipamente pentru îngrijirea diabetului și a produselor medicale de la Novo Nordisk și, după 2000, compania de bioinginerie daneză Novonesis⁠(d), lider mondial în producerea de enzime pentru bioetanol pe bază de amidon de primă generație, a inițiat dezvoltarea enzimelor pentru transformarea gunoiului în etanol celulozic. Medicon Valley⁠(d), aflată în regiunea Øresund între Zealand și Suedia, este una dintre cele mai mari zone de dezvoltare a științei vieții din Europa, conținând numeroase companii și institute tehnologice de tehnologie medicală într-o zonă foarte mică. Inginerii de software danezi și-au asumat roluri importante în multe dintre limbajele de programare folosite în lume pe scară largă: Anders Hejlsberg⁠(d), (Turbo Pascal, Delphi, C#); Rasmus Lerdorf, (PHP); Bjarne Stroustrup (C++); David Heinemeier Hansson⁠(d), (Ruby on Rails); Lars Bak⁠(d), pionier al motoarelor virtuale, (V8⁠(d), Java VM, Dart).

### Politici publice
După dereglementarea pieței muncii în anii 1990, Danemarca are una dintre cele mai libere piețe ale muncii din țările europene. Conform clasamentului piețelor muncii alcătuit de Banca Mondială, flexibilitatea pieței muncii este la același nivel cu cel din Statele Unite ale Americii. Circa 80% din angajați aparțin unor sindicate și fondurile de șomaj sunt atașate acestora.
În ciuda succesului sindicatelor, unele persoane preferă contractele individuale celor colective, iar circa 40% din angajați iau în calcul renunțarea în special la fondul de șomaj, dar și apartenența la sindicate. Un angajat mediu primește un ajutor de șomaj de 47% din salariul său dacă are nevoie. Cum șomajul este redus, puțini beneficiază de acest ajutor. Plata fondului de șomaj este însă motivată în principal de posibilitatea unei pensionări anticipate, cu o pensie denumită efterløn, posibilă după vârsta de 60 de ani cu condiția plății unei contribuții suplimentare la fondul de șomaj.
În decembrie 2007, rata șomajului a fost de 2,7%, cu un total de 74.900 persoane, reducere cu 112.800 de persoane—2.400 pe lună—sau 60% din decembrie 2003. În august 2008, Eurostat estima rata șomajului la 2,9%. În timpul crizei economice ce a urmat, șomajul a crescut, stabilizându-se din 2010 între 7 și 8%, sub media Uniunii Europene de circa 11%. O altă măsură a situației pieței muncii este rata angajării, adică procentajul de persoane angajate în rândul celor cu vârsta între 15 și 64 de ani. Rata șomajului pentru Danemarca se ridica în 2007 la 77,1% conform Eurostat, iar în 2010 scăzuse la 73,44%. Din toate țările din lume, în 2007 doar Elveția, cu 78% și Islanda cu 85,1% aveau o rată a angajării mai mare. Dintre angajați, peste 38% (800.000 de persoane) din totalul forței de muncă lucrează în sectorul public.
Nivelul ajutorului de șomaj depinde de fostele locuri de muncă ale beneficiarului (ajutorul maxim este de 90% din salariu) și uneori și de apartenența la un fond de șomaj, care este aproape în fiecare caz—dar nu obligatoriu—administrat de un sindicat, precum și de plata contribuțiilor. Cea mai mare parte din finanțarea fondului de șomaj vine însă tot de la guvernul central, fiind finanțată prin impozitare, și doar în proporție mică din contribuțiile speciale. În 2011, 13,4% din populația Danemarcei trăia sub limita sărăciei.
Împreună cu Suedia și Norvegia, Danemarca urmează Modelul Nordic de economie mixtă, caracterizată printr-un stat asistențial cu un aparat complex, un nivel ridicat de cheltuieli publice și un sistem social universal (care include asigurări de sănătate universale), finanțat de taxe și nu de contribuții la asigurările sociale. Modelul asistențial este însoțit de un sistem de taxare atât cu bază largă (TVA 25%, neincluzând accizele și taxele vamale) și cu un model de impozit progresiv pe venit, ceea ce înseamnă că persoanele care câștigă mai mult plătesc un procent mai mare din suma câștigată (impozitul minim pentru adulți este de 42%, și poate ajunge la 60%, cu excepția locuitorilor din Ertholmene⁠(d) care sunt scutiți de altfel universala fracțiune de 8% din impozit destinată sănătății.) Între alte taxe se numără taxa de înmatriculare a autovehiculelor personale, de 180%, peste TVA. În iulie 2007, această taxă a fost ușor modificată cu scopul de a favoriza vehiculele mai eficiente, dar menținând nivelul mediu de taxare la același nivel.

## Demografie

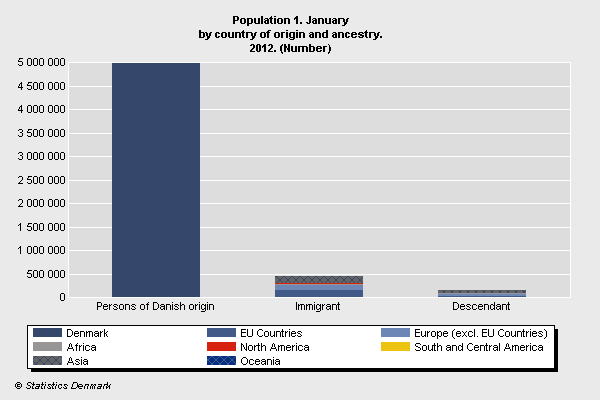
Populația Danemarcei după origine, 2012.

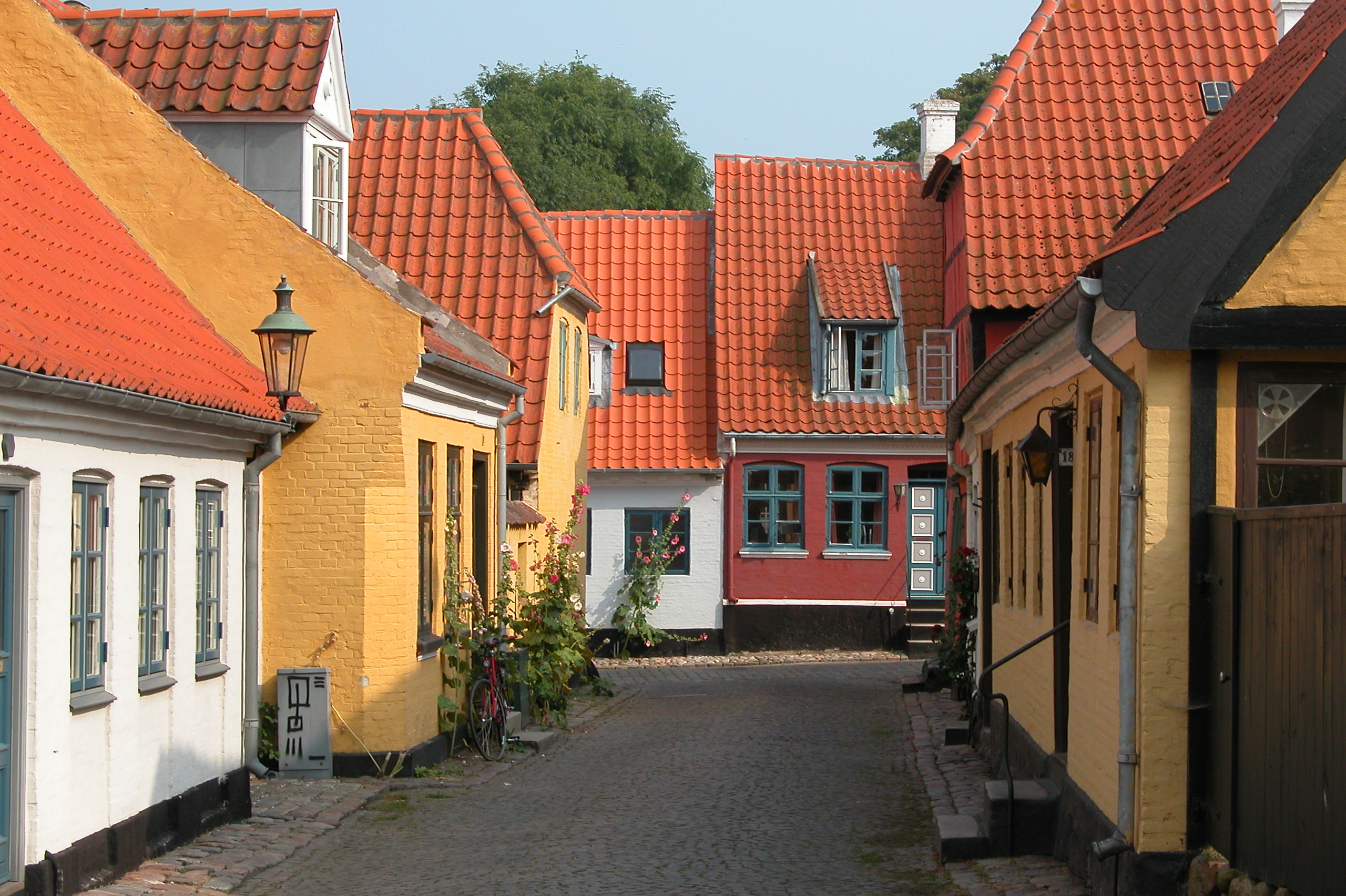
Ærøskøbing, un oraș tradițional danez

Conform cifrelor pe 2012 de la Statistics Denmark⁠(d), 89,6% din populația Danemarcei de peste 5.580.516 de persoane este de origine autohtonă. Din restul de 10,4% mulți au fost imigranți sau urmași ai unor imigranți recenți, din țările vecine, dar și turci, irakieni, somalezi, bosniaci, sud-asiatici sau persoane din Orientul Mijlociu. Din cei 10,4%, circa 200.000 (34%) au origine occidentală, și circa 390,000 (66%) nu sunt occidentali.
Populația rezidentă estimată a Danemarcei la 01.01.2022 era de 5.873.420 locuitori, din care 640,9 mii erau imigranți (inclusiv cetățeni străini naturalizați danezi) , iar 206,1 mii erau descendenți de imigranți (ambii părinți imigranți).
Dintre imigranți, principalele țări de origine erau (în mii locuitori):
- Polonia: 44,2 mii
- Siria: 35,3 mii
- Turcia: 33,5 mii
- România: 34,1 mii
- Germania: 32,4 mii
- Irak: 22 mii
- Iran: 18 mii
- Bosnia și Herțegovina: 16,5 mii
- Marea Britanie: 16 mii
- Norvegia: 15,6 mii
- Suedia: 14,8 mii
- Pakistan: 14,6 mii
- Afghanistan: 14,0 mii
- Lituania: 13,8 mii
- India: 13,7 mii
- Liban: 13,3 mii
- Ucraina: 13,4 mii
- China: 12,5 mii
- Thailanda: 12,3 mii
- Somalia: 11,1 mii
- Bulgaria: 11,2 mii
- Filipine: 10,7 mii
- Italia: 10,0 mii
59,9 mii de imigranți erau născuți în alte țări din Uniunea Europeană, iar 39,9 mii în alte țări din Europa (inclusiv persoane născute în U.R.S.S. și în statele din Caucaz). 
36,1 mii de imigranți erau născuți în alte țări din Africa, 38,6 mii, din Asia, iar 30,7 mii, în țări din America. Pentru 0,5 mii nu era cunoscută țara de origine.
Dintre descendenții de imigranți, cele mai frecvente origini ale părinților erau (în mii persoane):
- Turcia: 31,6
- Liban: 14,6
- Irak: 12,2
- Pakistan: 11,8
- Somalia: 10,2
- Siria: 9,1
- Polonia: 7,5
- Bosnia și Herțegovina: 6,8
- Vietnam: 6,2 
- Aghanistan: 6,2
- Maroc: 5,9
- ex-Iugoslavia: 5,8
- România: 5,3
- Sri Lanka: 5,1
Alte origini erau din alte țări U.E. (17,2 mii), din alte țări europene (16,8 mii), din Africa (9,8 mii), din Asia (20,7 mii) și din America (2,7 mii). Pentru 0,3 mii nu era cunoscută țara de origine.
Cetățenii străini erau 553,6 mii de locuitori, apatrizii și persoane pentru care cetățenia nu era declarată, 8,6 mii. 
Principalele naționalități străine erau (mii locuitori):
- Polonia: 43,6
- România: 38,3
- Siria: 35,8
- Turcia: 28,5
- Germania: 28,2
- Marea Britanie: 18,2
- Suedia: 17,6
- Norvegia: 17,1
- Lituania: 15,4
- Ucraina: 13,7
- Italia: 13,5
- India: 12,8
- Bulgaria: 12,4
- China: 11,2
- Thailanda: 10,6
- Iran: 10,6
- Pakistan: 10,0
- Afghanistan: 10,0
66,5 mii locuitori erau de alte naționalități U.E., 40,4 mii, de alte naționalități europene, 34,7 mii, de alte naționalități africane, 41,8 mii de naționalități din Asia și 20,4 mii, din America.
Vârsta mediană este de 39,8 ani, cu raport bărbați-femei de 0,98. 98,2% din populație (de la 15 ani în sus) este alfabetizată. Rata natalității se ridica în 2006 la 1,74 de copii pentru fiecare femeie. În ciuda acestei rate reduse, populația este în creștere cu o rată medie anuală de 0,33%. Un studiu internațional efectuat de Adrian White la Universitatea Leicester în 2006 a arătat că populația Danemarcei avea atunci cel mai înalt grad de satisfacție a vieții personale din lume.
Daneza, feroeza și groenlandeză sunt limbile oficiale ale Danemarcei continentale, respectiv ale Insulelor Feroe și Groenlandei; Germana este limbă minoritară oficială în fostul comitat Iutlanda de Sud, de lângă frontiera cu Germania. Daneza se vorbește în întreg regatul și este limbă națională a Danemarcei. Engleza și germana sunt cele mai frecvent vorbite limbi străine.

### Religia

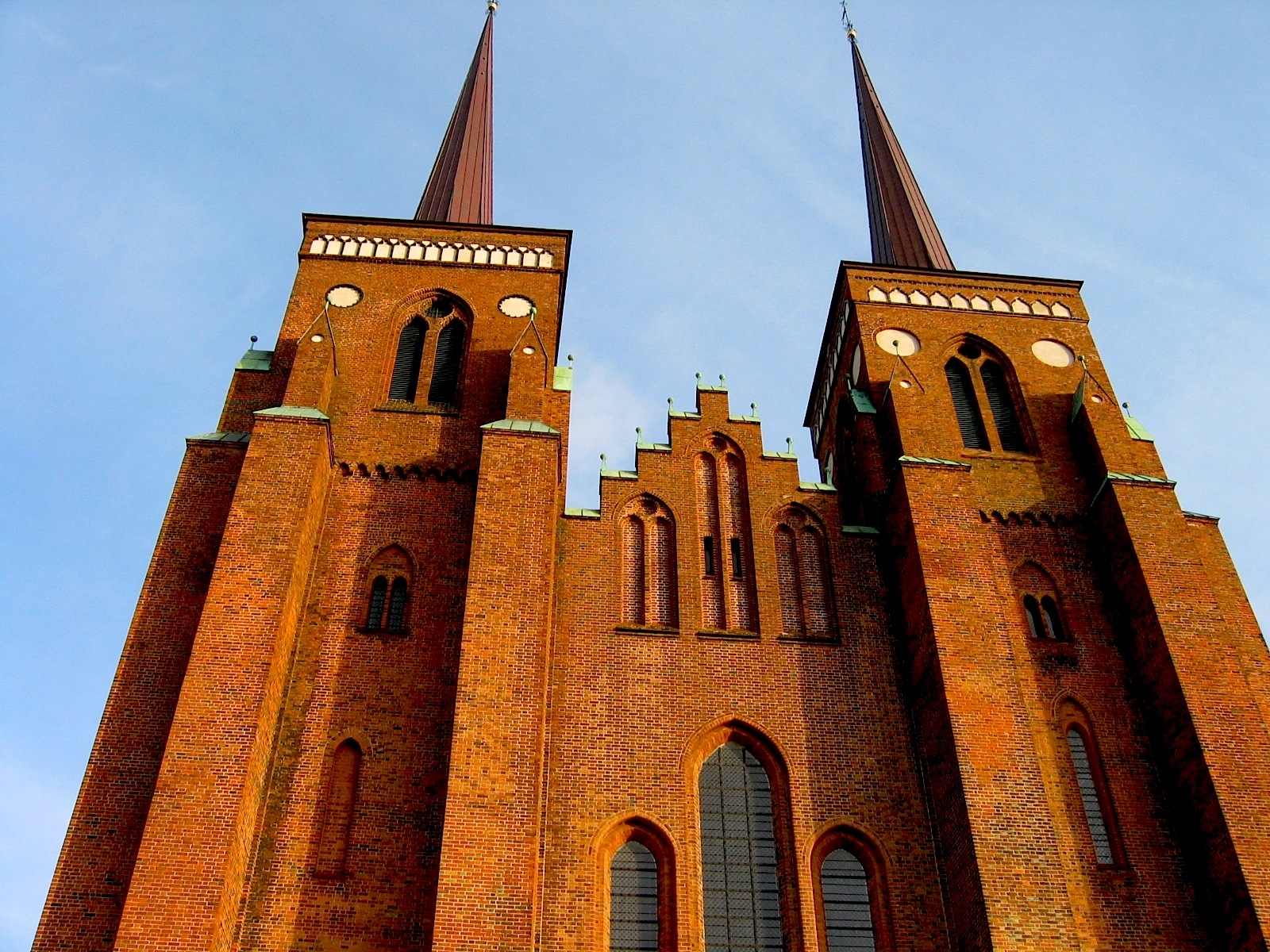
Catedrala din Roskilde, locul mormintelor regilor danezi începând cu secolul al XV-lea. În 1995 a fost înscris în lista patrimoniului mondial UNESCO.

Conform statisticilor oficiale pe luna ianuarie 2023, 72,1% din populația Danemarcei aparține din punct de vedere confesional Bisericii Danemarcei (în daneză Den danske folkekirke), o biserică luterană devenită biserică națională și religie de stat prin Constituție. Aceasta este o scădere de 1,1% comparativ cu anul anterior și de 0,6% comparativ cu situația dinainte cu doi ani. În ciuda acestor procentaje mari, doar 3% din populație participă regulat la liturghia de duminică. Identitatea creștină tinde să se bazeze mai mult pe cultură decât pe religie.
Conform Constituției, membrii familiei regale trebuie să facă parte din biserica națională, dar restul populației este liberă să adere la orice credință. În 1682 statul a acordat recunoaștere limitată pentru trei grupuri religioase diferite de biserica națională: romano-catolicii, reformații și iudaicii, deși convertirea membrilor Bisericii Danemarcei la aceste culte a rămas la început ilegală. Până în anii 1970, statul a recunoscut oficial „societăți religioase” prin decret regal. Astăzi, grupurile religioase nu mai au nevoie de recunoaștere oficială guvernamentală în Danemarca, având dreptul să oficieze cununii și alte ceremonii și fără această recunoaștere.
Musulmanii din Danemarca formează circa 3% din populație și formează a doua comunitate religioasă a țării și cea mai mare minoritate religioasă. În 2009 existau în Danemarca 19 comunități musulmane recunoscute. Conform unui studiu asupra diferitelor religii și culte efectuat de către Ministerul de Externe al Danemarcei, alte grupuri religioase alcătuiesc fiecare câte mai puțin de 1% din populație și împreună circa 2%.
Conform Eurobarometrului din 2005, 31% dintre danezi „cred că există un Dumnezeu”, 49% consideră că „există un fel de spirit sau forță vitală”, iar 19% au răspuns că nu cred nici într-un Dumnezeu, nici într-un spirit sau forță vitală. Un alt sondaj, efectuat în 2009, a concluzionat că 25% dintre Danezi cred că Isus a fost fiul lui Dumnezeu, și că 18% cred că el este mântuitorul lumii.
Un nou grup religios, Forn Siðr, se descrie ca fiind o reînviere a păgânismului nordic, prevalent în Danemarca înainte de creștinare. A fost recunoscut oficial în noiembrie 2003.

### Educația

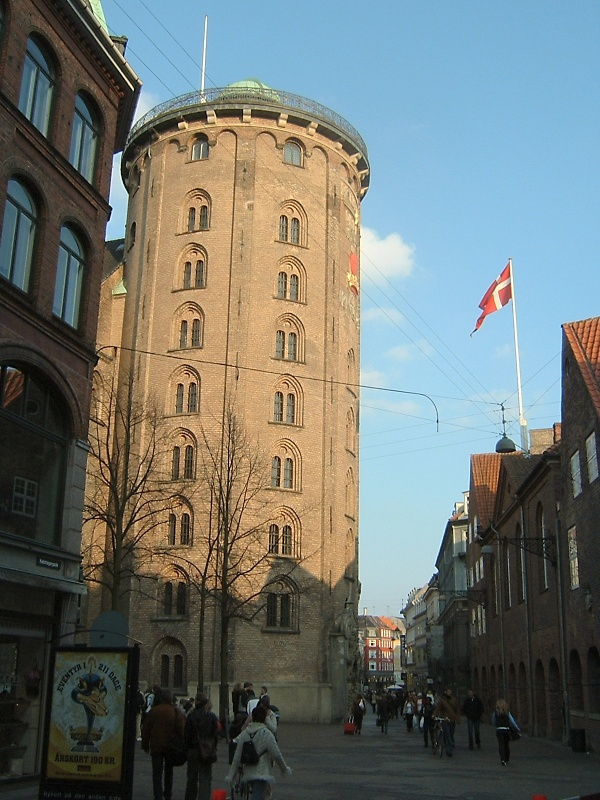
(Turnul Rotund), vechi observator al Universității din Copenhaga, cea mai veche și mai veche universitate din Danemarca

Sistemul educațional danez furnizează acces la școli primare, secundare și studii superioare. În Danemarca, toate aceste studii sunt gratuite; nu există taxe de școlarizare. Studenții din școlile secundare sau superioare cu vârste de peste 18 ani pot cere ajutor social pentru studenți, un ajutor financiar fix, plătit lunar. În 2012, acesta se ridică la circa 6000 DKR sau 1000 de dolari pe lună. Indicele Educației, publicat de Indicele Dezvoltării Umane din cadrul ONU în 2008, pe baza datelor din 2006, listează Danemarca cu cifra de 0,993, una din cele mai mari din lume, pe locul întâi la egalitate cu Australia, Finlanda și Noua Zeelandă.
Școala primară poartă numele de „școală publică” (în daneză Folkeskole). Învățământul obligatoriu este de 10 clase (de la 6 la 16 ani). Elevii pot participa fie la „școli gratuite” (în daneză Friskole), fie la școli private (în daneză Privatskole) – școli neaflate în administrarea comunelor.
După terminarea școlii primare, există alte oportunități educaționale, cum ar fi gimnaziul (învățământ liceal cu orientare academică), examinarea preparatorie înaltă (similară cu gimnaziul, dar cu un an mai scurtă), programul de examinare tehnică înaltă (concentrat pe matematică și inginerie), și programul de examinare comercială înaltă (HHX; concentrat pe economie și educație antreprenorială), împreună cu învățământul vocațional, care pregătește tinerii pentru diverse meserii, combinând predarea cu ucenicia.
Universitățile și școlile superioare daneze oferă studenților din mai multe țări o gamă largă de oportunități pentru obținerea de calificări cu recunoaștere internațională. Multe din programele de învățământ sunt în limba engleză, inclusiv cursurile de licență, masterat, doctoratele și programele de școală de vară sau de schimb de elevi.

## Cultura

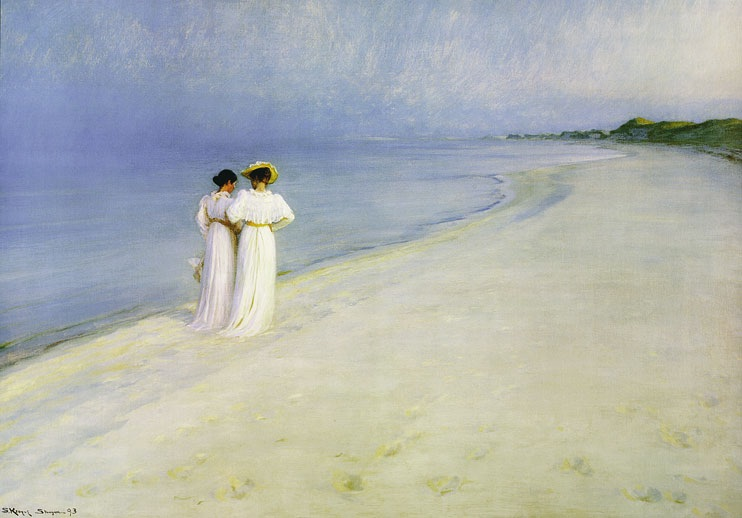
"Seară de vară pe plaja sudică Skagen cu Anna Ancher și Marie Krøyer, Peder Severin Krøyer, 1893

Istoric, Danemarca, la fel ca și vecinii săi scandinavi, a fost una dintre cele mai progresiste culturi din lume din punct de vedere social. De exemplu, în 1969, Danemarca a fost prima țară care a legalizat pornografia, și în 2012, Danemarca a înlocuit legile „parteneriatelor înregistrate”, pe care le introdusese în premieră mondială în 1989, cu „căsătorii neutre în raport cu sexul”. Modestia, punctualitatea, dar mai presus de toate egalitatea sunt aspecte importante ale stilului de viață danez.
Descoperirile astronomice ale lui Tycho Brahe (1546–1601), enunțarea de către Ludwig A. Colding⁠(d) (1815–1888) a principiului conservării energiei, inițial neglijată, precum și contribuțiile lui Niels Bohr (1885–1962) în domeniul fizicii atomice dovedesc gama largă de realizări științifice ale danezilor. Poveștile lui Hans Christian Andersen (1805–1875), eseurile filosofice ale lui Søren Kierkegaard (1813–1855), povestirile lui Karen Blixen (sub pseudonimul Isak Dinesen), (1885–1962), piesele de teatru ale lui Ludvig Holberg (1684–1754), autorii moderni cum ar fi Herman Bang și laureatul Premiului Nobel Henrik Pontoppidan, precum și poezia densă și aforistică a lui Piet Hein⁠(d) (1905–1996), au adus țării recunoaștere internațională. După jumătatea anilor 1990, filmele daneze au atras atenția lumii, în special cele asociate cu Dogma 95, ca cele ale lui Lars Von Trier.
Copenhaga este centrul mai multor atracții, între care Grădinile Tivoli, Palatul Amalienborg (palatul familiei regale daneze), Palatul Christiansborg, Catedrala din Copenhaga, Castelul Rosenborg, Opera, Biserica lui Frederik (Biserica de Marmură), Muzeul Thorvaldsens, Rundetaarn⁠(d), Nyhavn⁠(d) și Mica Siernă.

### Arhitectură

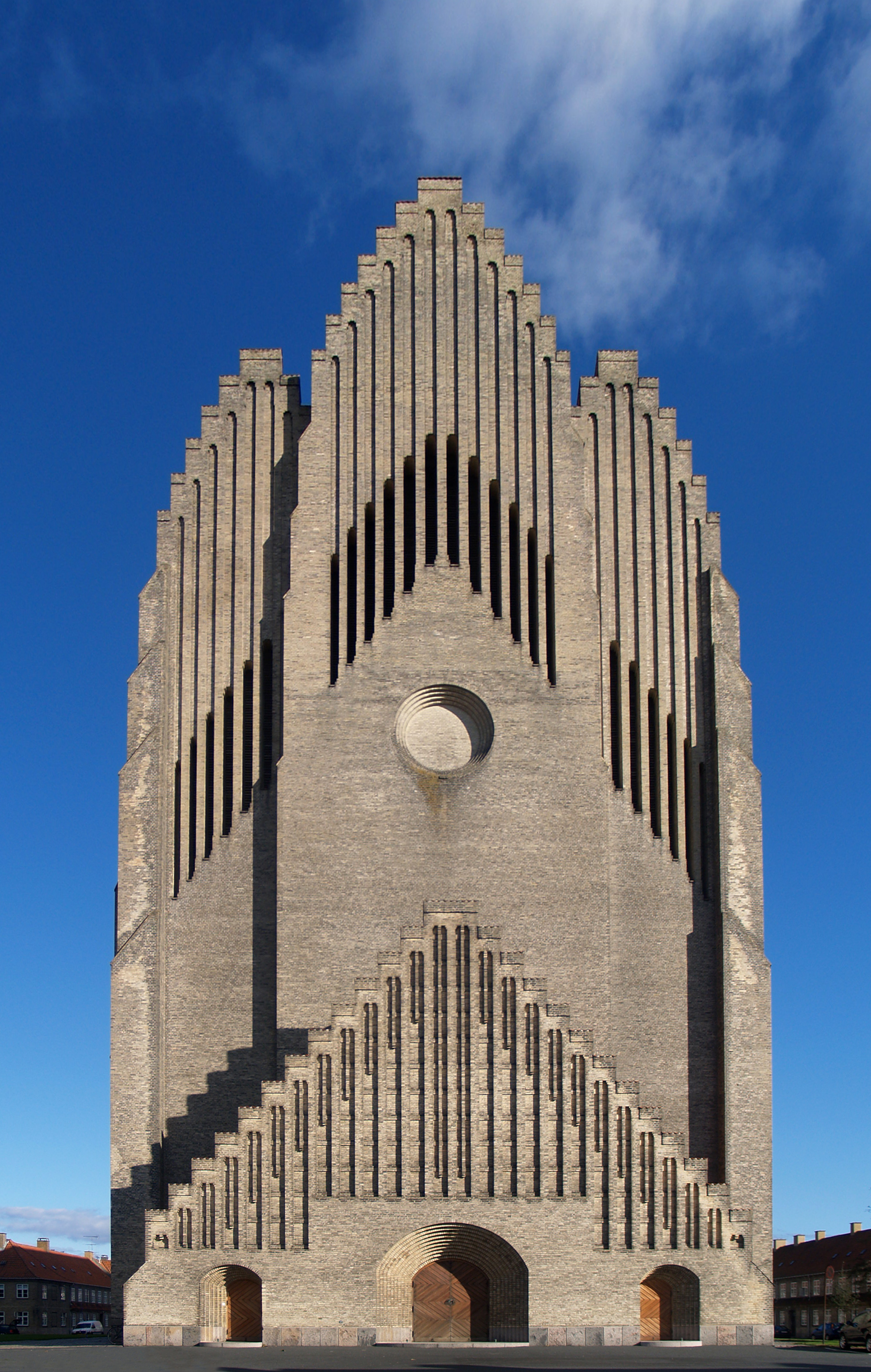
Biserica lui Grundtvig din Copenhaga. Exemplu de arhitectură expresionistă.

Arhitectura Danemarcei s-a format în Evul Mediu, când au apărut primele biserici și catedrale romanești și apoi gotice în toată țara. Începând cu secolul al XVI-lea, au fost aduși în Danemarca arhitecți olandezi și flamanzi, la început pentru a îmbunătăți fortificațiile din țară, dar apoi din ce în ce mai mult pentru a construi castele și palate regale în stil renascentist. În secolul al XVII-lea, s-au construit mai multe clădiri impresionante în stil baroc, atât în Capitală cât și în provincie. Neoclasicismul francez a fost adoptat încet și de arhitecții autohtoni danezi care au participat din ce în ce mai mult la definirea stilului arhitectural. O perioadă productivă de istoricism s-a transformat apoi în stilul național romantic al secolului al XIX-lea.
Secolul al XX-lea a adus noi stiluri arhitecturale; inclusiv expresionismul, exemplificat cel mai bine de proiectele arhitectului Peder Vilhelm Jensen-Klint⁠(d), care se bazau mult pe tradițiile scandinave ale construcțiilor în cărămidă; și clasicismul nordic, care s-a bucurat pentru scurt timp de popularitate în primele decenii ale secolului. În anii 1960, arhitecți danezi, cum ar fi Arne Jacobsen⁠(d) au intrat pe scena mondială prin arhitectura funcționalistă pe care au promovat-o cu mult succes. Aceasta, la rândul său, a evoluat către opere recunoscute de dată mai recentă, între care se numără Opera din Sydney de Jørn Utzon și Grande Arche de la Défense din Paris, al lui Johan Otto von Spreckelsen⁠(d), care au deschis calea mai multor designeri contemporani danezi, cum ar fi Bjarke Ingels⁠(d).

### Bucătăria

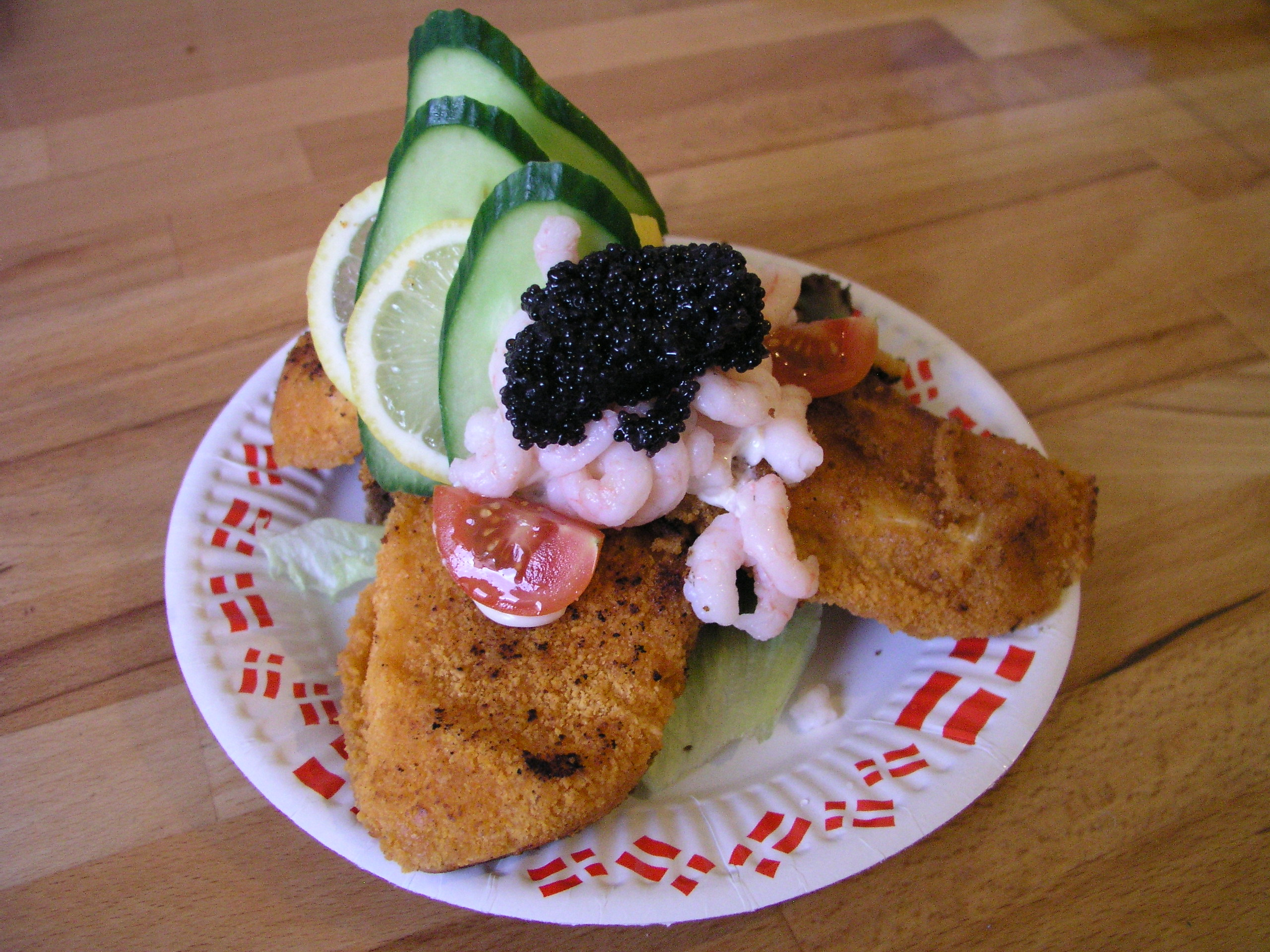
Sandwich danez deschis pe pâine neagră de secară

Bucătăria daneză, ca și cea din alte țări nordice și ca cea din nordul Germaniei se bazează pe carne și pește. Aceasta își are rădăcinile în trecutul agricol al țării, dar și în geografia ei și în clima cu ierni lungi și friguroase. Cu 145,9 kg de carne pe cap de locuitor în 2002, Danemarca este țara cu cel mai mare consum de carne pe cap de locuitor din lume.
Sandwich-urile denumite și smørrebrød⁠(d), care sunt frecvent consumate la prânz, pot fi considerate specialitate națională când sunt pregătite și decorate cu diverse ingrediente fine. Mesele calde constau de obicei din preparate din carne tocată, cum ar fi frikadeller⁠(d) (chiftele), sau din feluri de mâncare din carne și pește, ca flæskesteg⁠(d) (carne de porc cu șorici) sau kogt torsk (cod prăjit în apă) cu sos de muștar și garnitură. Danemarca este cunoscută pentru berile Carlsberg și Tuborg și pentru akvavit și Bitter⁠(d).
Bucătarii danezi, inspirați de practicile continentale, au dezvoltat recent o serie inovativă de feluri de mâncare pe baza produselor autohtone de bună calitate. Ca rezultat, Copenhaga și provinciile au căpătat un număr considerabil de restaurante de calitate, dintre care mai multe au primit stele Michelin.

### Design

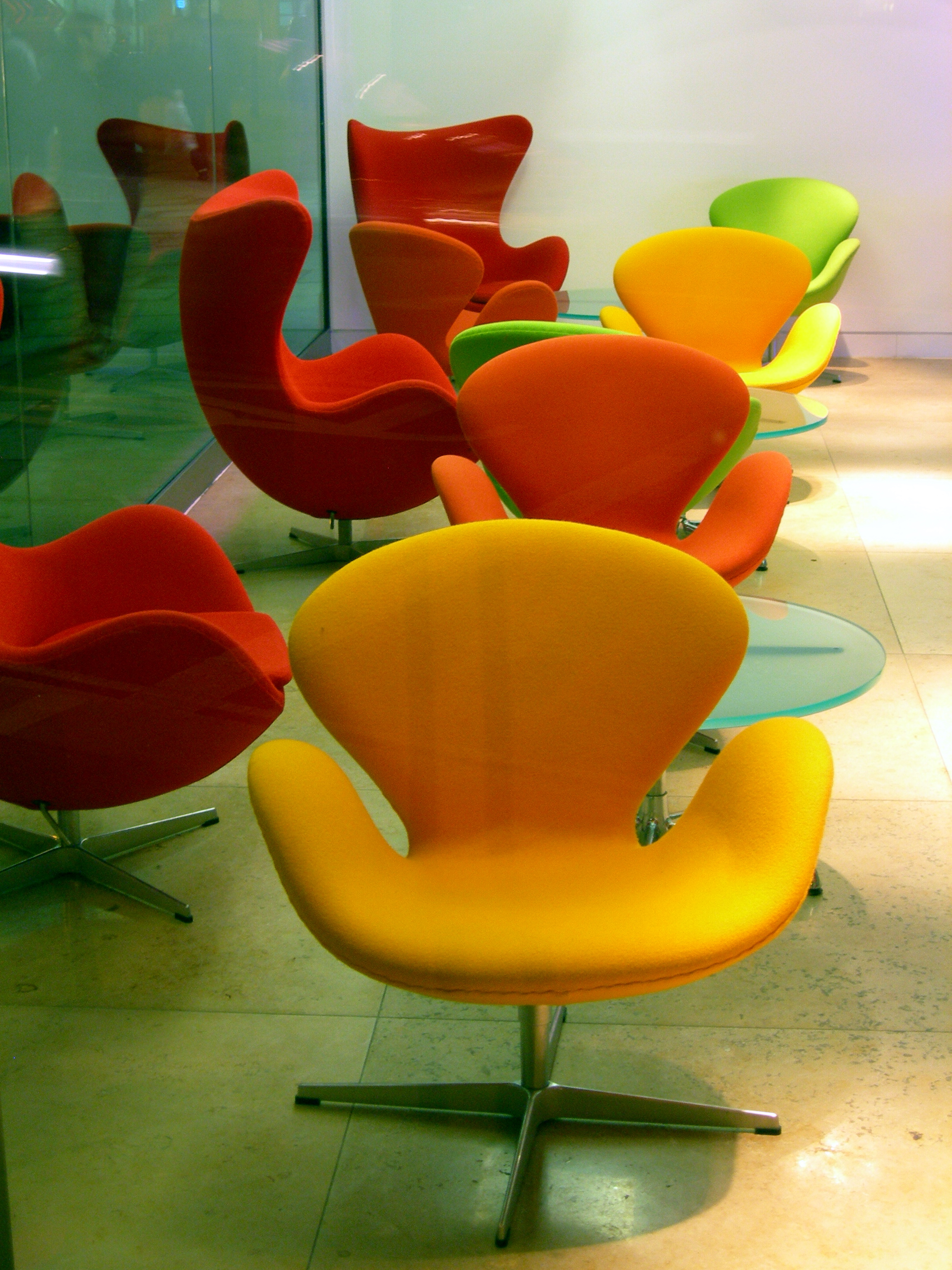
Lebăda și Oul, de Arne Jacobsen

Designul danez este echivalent cu funcționalismul în design și arhitectură, dezvoltat la jumătatea secolului al XX-lea în Danemarca. Acest design, aplicat industrial, dar și mobilei și obiectelor de uz casnic, a adus țării multe premii internaționale.
Fabrica daneză de porțelan Royal Copenhagen⁠(d) este celebră pentru calitatea produselor ceramice pe care le exportă în toată lumea. Designul danez este o marcă celebră, adesea asociată cu numele lui Borge Mogensen⁠(d) (1914–1972), Finn Juhl⁠(d) (1912–1989), Hans Wegner⁠(d) (1914–2007), Arne Jacobsen⁠(d) (1902–1971), Poul Kjærholm⁠(d) (1929–1980), Poul Henningsen⁠(d) (1894–1967) și Verner Panton⁠(d) (1926–1998) Georg Jensen⁠(d) (1866–1935) este lăudat pentru designul în argint.
Printre alți designeri remarcabili se numără și Kristian Solmer Vedel⁠(d) (1923–2003) în domeniul designului industrial, Jens Quistgaard⁠(d) (1919–2008) pentru mobila de bucătărie și Ole Wanscher⁠(d) (1903–1985) care a preferat o abordare clasică designului de mobilă.

### Literatură și filosofie
Primele opere literare daneze sunt legendele și basmele populare din secolele al X-lea și al XI-lea. Saxo Grammaticus, considerat primul scriitor danez, a lucrat pentru episcopul Absalon la o cronică a istoriei Danemarcei (Gesta Danorum⁠(d)). Se știe foarte puțin despre restul literaturii medievale daneze. Odată cu iluminismul, a venit Ludvig Holberg ale cărui comedii se joacă încă.

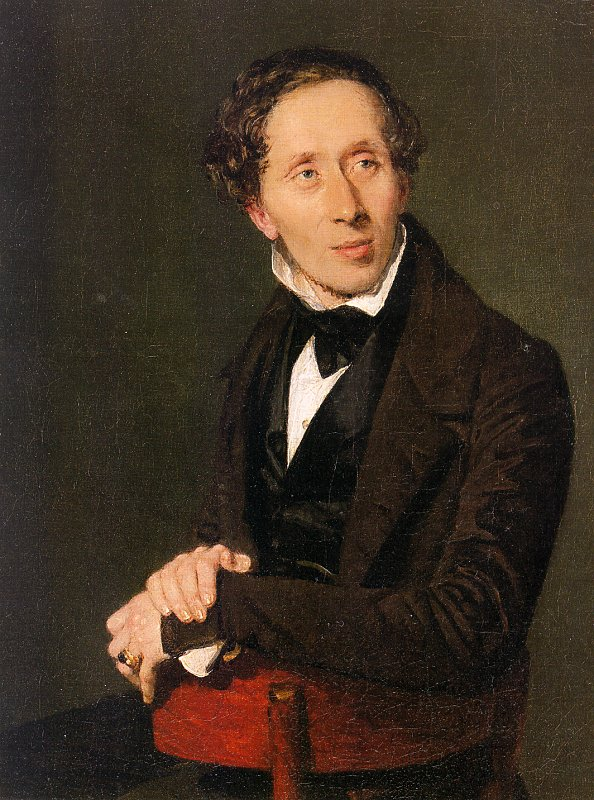
Celebrul poet și scriitor danez, Hans Christian Andersen.

Romantismul l-a influențat pe scriitorul de talie mondială Hans Christian Andersen, celebru pentru poveștile și povestirile sale, cum ar fi Rățușca cea urâtă, iar filosoful contemporan Søren Kierkegaard a influențat existențialismul. La sfârșitul secolului al XIX-lea, literatura era văzută ca mijloc de influență a societății. Denumită Progresul Modern, această mișcare a fost promovată de Georg Brandes, Henrik Pontoppidan (laureat al Premiului Nobel pentru Literatură) și J. P. Jacobsen. În istoria recentă, Johannes Vilhelm Jensen a primit și el Premiul Nobel pentru Literatură. Karen Blixen este celebră pentru romanele și povestirile ei. Alți scriitori danezi importanți sunt Gustav Wied⁠(d), William Heinesen⁠(d), Martin Andersen Nexø, Hans Scherfig, Tom Kristensen⁠(d), Klaus Rifbjerg⁠(d), Dan Turéll⁠(d), Tove Ditlevsen, Inger Christensen⁠(d) și Peter Høeg⁠(d), o parte dintre lucrările lor fiind studiate în școli.
Filosofia daneză are o lungă tradiție ca parte a filosofiei occidentale. Poate cel mai influent filosof danez este Søren Kierkegaard, creatorul existențialismului creștin. Kierkegaard a avut câțiva adepți danezi, între care se numără Harald Høffding, care ulterior s-a alăturat pozitivismului. Printre alți adepți ai lui Kierkegaard se numără Jean-Paul Sartre, care a fost impresionat de ideile lui Kierkegaard despre individ, și Rollo May⁠(d), care a contribuit la fondarea psihologiei umaniste. Un alt important filosof danez este Grundtvig⁠(d), ale cărui idei au dat naștere unei forme de naționalism neagresiv în Danemarca, și care a fost cunoscut pentru lucrările sale teologice și istorice.

### Media
Mass media daneze sunt dominate de câteva mari corporații. În print, JP/Politikens Hus⁠(d) și Berlingske Media⁠(d), împreună, controlează cele mai mari ziare, Politiken⁠(d), Berlingske⁠(d) și Jyllands-Posten, precum și marile tabloide B.T.⁠(d) și Ekstra Bladet⁠(d). În televiziune, posturile publice DR și TV 2 au cele mai mari audiențe. În domeniul radio, DR difuzează pe toate cele patru canale FM naționale. Media tradiționale sunt încă dominante în Danemarca, dar ponderea danezilor care caută informații on-line este în creștere constantă.
Cinematografia datează din 1897 și din anii 1980 a produs constant în principal datorită Institutului Danez de Film, susținut de stat. Cele trei valuri de importanță internațională în cinematografia daneză au fost reprezentate de melodrama erotică din era filmului mut, filmele cu sex din ce în ce mai explicit din anii 1960 și 1970, și, în cele din urmă, mișcarea Dogma 95 de la sfârșitul anilor 1990s. Filmele daneze sunt remarcate pentru realism, tematică morală și religioasă, franchețe sexuală și inovații tehnice. Cineastul danez Carl Th. Dreyer (1889–1968) este considerat a fi unul dintre cei mai mari regizori din istoria cinematografiei mondiale.

### Muzica
| Carl Nielsen Cvintetul Vântului, Op. 43 Prima mișcare |
| ----------------------------------------------------- |
|                                                       |

Copenhaga, cu insulele sale, a avut o puternică tradiție în muzica populară. Orchestra Regală Daneză este una dintre cele mai vechi din lume. Cel mai celebru compozitor de muzică clasică este Carl Nielsen, cunoscut pentru cele șase simfonii și pentru Cvintetul Vântului, în vreme ce Baletul Regal Danez se specializează în operele coregrafului danez August Bournonville⁠(d). Danezii s-au distins ca muzicieni de jazz, iar Festivalul de Jazz de la Copenhaga are reputație internațională.
Scena pop și rock a produs mai multe nume notabile, între care Aqua, D-A-D⁠(d), The Raveonettes⁠(d), Michael Learns to Rock⁠(d), Alphabeat⁠(d), Medina, Oh Land⁠(d), Kashmir și Mew. Lars Ulrich, bateristul formației Metallica, a devenit primul muzician danez introdus în Rock and Roll Hall of Fame.

### Pictură și fotografie

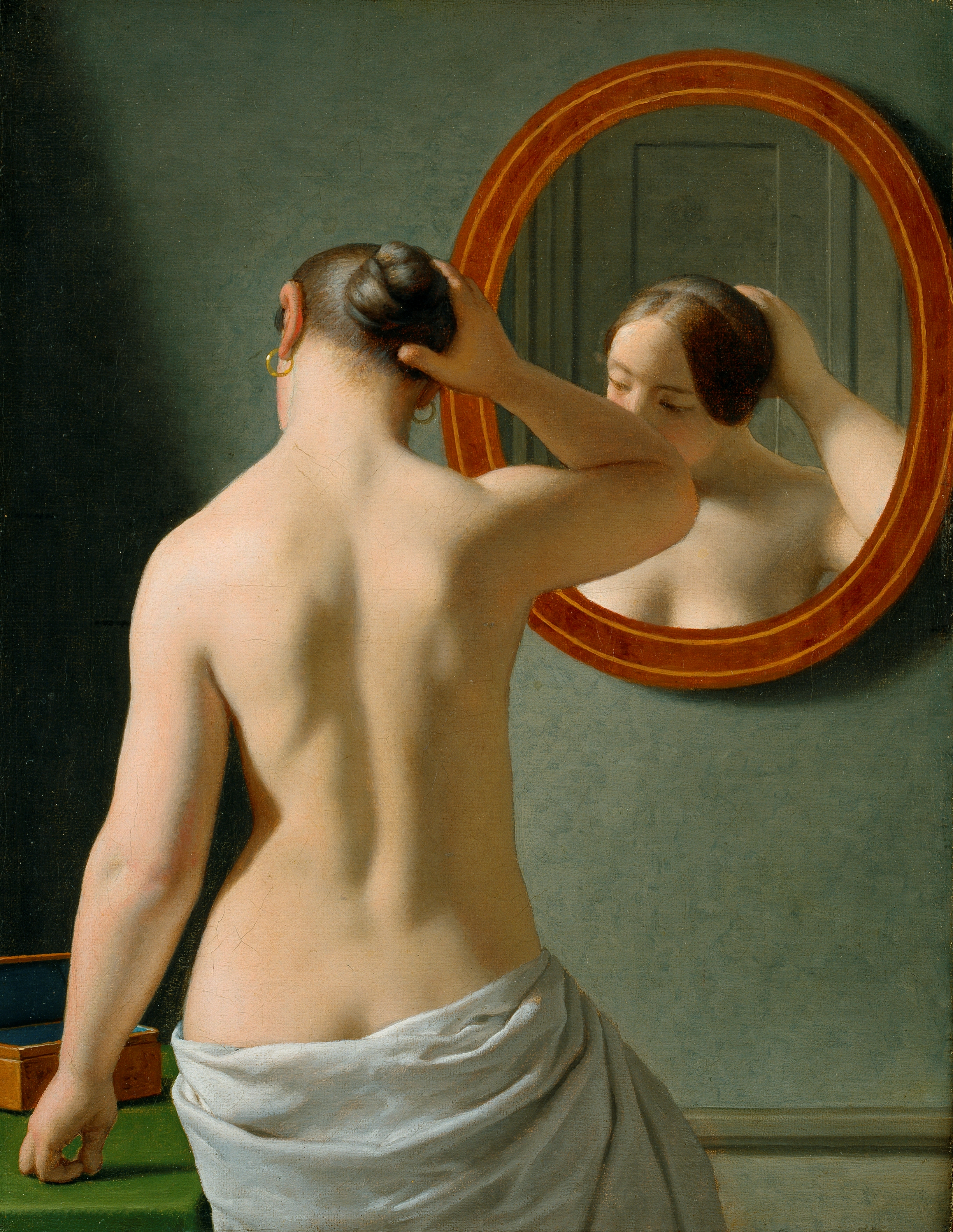
Christoffer Wilhelm Eckersberg, Femeie în fața oglinzii (1841)

Deși arta daneză a fost de-a lungul vremii influențată de curentele din Germania și Țările de Jos, frescele bisericești din secolele al XV-lea și al XVI-lea sunt de interes deosebit, întrucât au fost pictate într-un stil tipic pictorilor autohtoni danezi. Adoptând abordarea Biblia pauperum⁠(d), ele ilustrează numeroase povești din Vechiul și Noul Testament.
Epoca de aur a Danemarcei, începută în prima jumătate a secolului al XIX-lea, a fost inspirată de noile sentimente naționaliste și romantice. Christoffer Wilhelm Eckersberg a fost nu doar un artist prolific, ci și profesor la Academia Regală Daneză de Arte Frumoase, unde i-a avut ca elevi pe pictorii Wilhelm Bendz⁠(d), Christen Købke, Martinus Rørbye⁠(d), Constantin Hansen⁠(d) și Wilhelm Marstrand⁠(d). Sculpturile lui Bertel Thorvaldsen⁠(d) au fost și ele importante în această perioadă.
În 1871, Holger Drachmann și Karl Madsen au vizitat Skagen în nordul extrem al Iutlandei unde au construit rapid una din cele mai de succes colonii artistice ale Scandinaviei, specializându-se în naturalism și realism, respingând abordarea tradițională favorizată de Academie. Găzduită de Michael Ancher și de soția sa Anna, acestei colonii i s-au alăturat apoi și Peder Severin Krøyer, Carl Locher și Laurits Tuxen⁠(d). Toți au participat la pictarea peisajelor din zonă și a portretelor localnicilor. Acțiuni similare s-au dezvoltat pe Funen, Funen Painters⁠(d) incluzându-i pe Johannes Larsen⁠(d), Fritz Syberg⁠(d) și Peter Hansen, și pe insula Bornholm, școala de pictori Bornholm cuprinzându-i pe Niels Lergaard⁠(d), Kræsten Iversen⁠(d) și Oluf Høst⁠(d).
Fotografia s-a dezvoltat din participarea și interesul dat în Danemarca încă de la începuturile acestei arte în 1839, până la succesul unui considerabil număr de danezi în lumea fotografiei actuale. Pionieri ca Mads Alstrup⁠(d) și Georg Emil Hansen⁠(d) au deschis drumul unei profesii în creștere accelerată în ultima jumătate a secolului al XX-lea, în timp ce atât în domeniul fotografiei artistice, cât și în cel al fotografiei de presă, danezii au adus contribuții remarcate. Astăzi, fotografi ca Astrid Kruse Jensen⁠(d) și Jacob Aue Sobol⁠(d) sunt activi în țară și peste hotare, participând la numeroase expoziții reputate.
Colecțiile de artă modernă se bucură de locații deosebit de atractive la Muzeul de Artă Modernă Louisiana de la nord de Copenhaga și la Muzeul de Artă al Iutlandei de Nord din Aalborg. Între artiștii remarcabili se numără neo-expresionistul Per Kirkeby⁠(d), Tal R⁠(d) cu picturile sale sălbatice și viu colorate, Expozițiile spațiale ale lui Olafur Eliasson și instalațiile lui Jeppe Hein⁠(d).

### Sport

Caroline Wozniacki, jucătoare profesionistă de tenis și fostă numărul 1 mondial în circuitul WTA.

Danezii urmăresc și participă la o gamă largă de întreceri sportive. Sportul național este fotbalul, cu peste 320.000 de jucători în peste 1600 de cluburi de fotbal. Cele mai remarcabile rezultate au fost calificarea la Campionatele Europene de șase ori consecutiv între 1984 și 2004 și câștigarea acestei întreceri la ediția din 1992. Alte realizări ale naționalei de fotbal sunt câștigarea Cupei Confederațiilor în 1995 și ajungerea în 1998 în sferturile de finală ale Campionatului Mondial. Michael Laudrup a fost numit cel mai bun jucător danez din toate timpurile de către Uniunea Daneză de Fotbal.
Numeroasele plaje și stațiuni din Danemarca sunt locuri populare pentru pescuit, canoe, caiac și o gamă largă de alte sporturi nautice.
Ciclismul a fost un sport unde Danemarca a excelat în ultimii ani, Bjarne Riis⁠(d) câștigând Turul Franței în 1996, iar Michael Rasmussen⁠(d) obținând titlul de Regele Munților la edițiile din 2005 și 2006 ale aceleiași competiții. La motociclism viteză, danezii au câștigat mai multe trofee de anvergură mondială, cum ar fi Cupa Mondială la Motociclism Viteză în 2006 și 2008. Alte sporturi populare sunt golful, mai ales în rândul persoanelor în vârstă; tenisul, în care danezii au succes ca profesioniști; rugby-ul, la care Danemarca are o federație începând cu 1950; și la sporturile de interior, în principal badminton, handbal, tenis de masă și diverse forme de gimnastică, sporturi la care danezii au câștigat medalii mondiale și olimpice.
Echipa națională masculină de handbal este deținătoarea recordului de medalii câștigate în istoria campionatelor europene, cu 8 medalii, dintre care două de aur (2008, 2012), trei de argint (în 2011, 2013 și 2014) și trei de bronz (2002, 2004 și 2006), având cele mai multe medalii din istoria Campionatului European.

## Patrimoniu mondial
Pe lista patrimoniului mondial UNESCO sunt înscrise următoarele obiective din Danemarca:
- Vestigiile istorice de la Jelling (1994)
- Catedrala din Roskilde (1995)
- Castelul Kronborg din Helsingør (2000)
- Fiordul glaciar de la Ilulissat (2004)